# Monumento

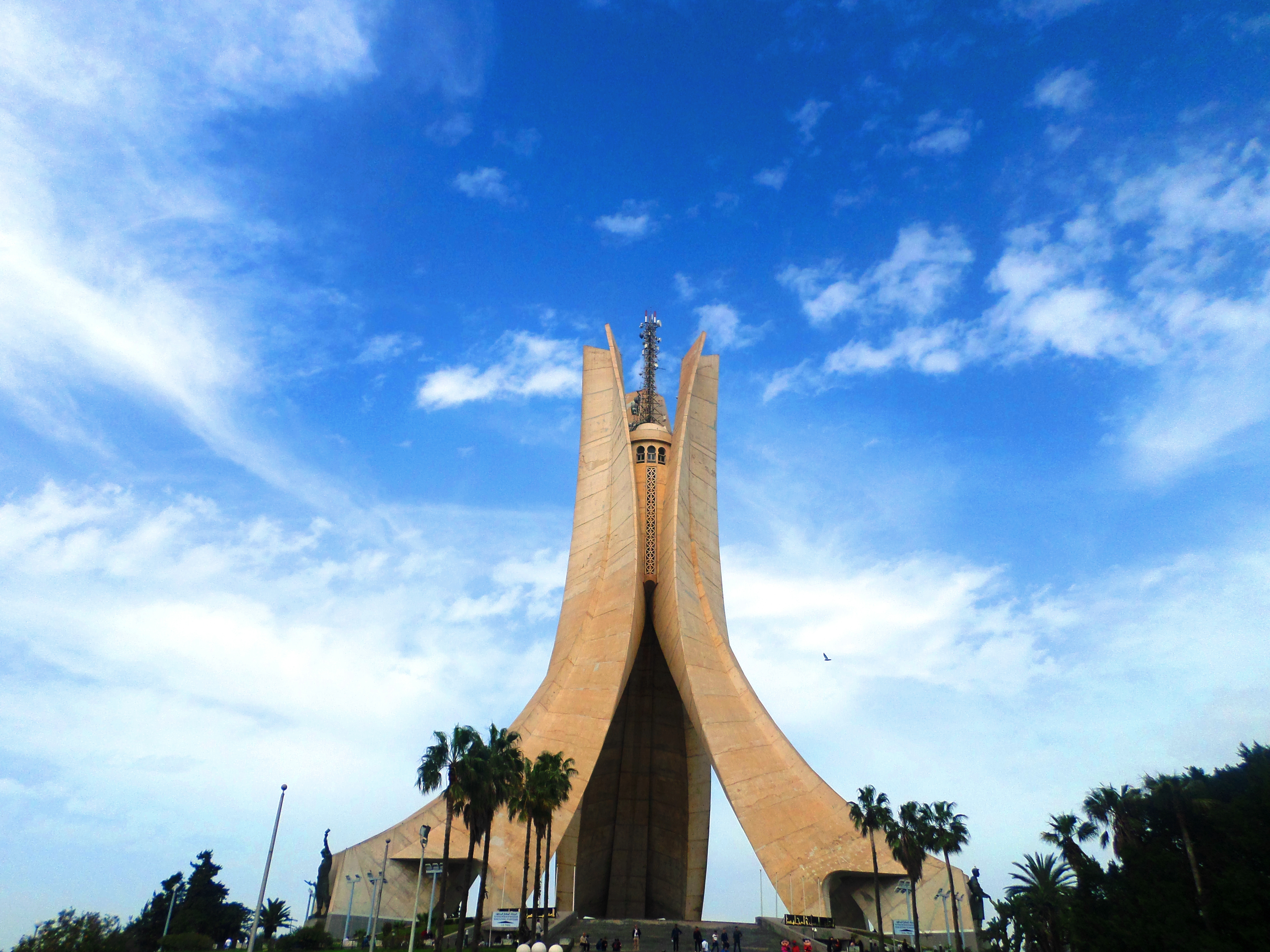
Monumento de los Mártires en Argel, Argelia, icónico monumento de hormigón que conmemora la guerra de independencia de Argelia.

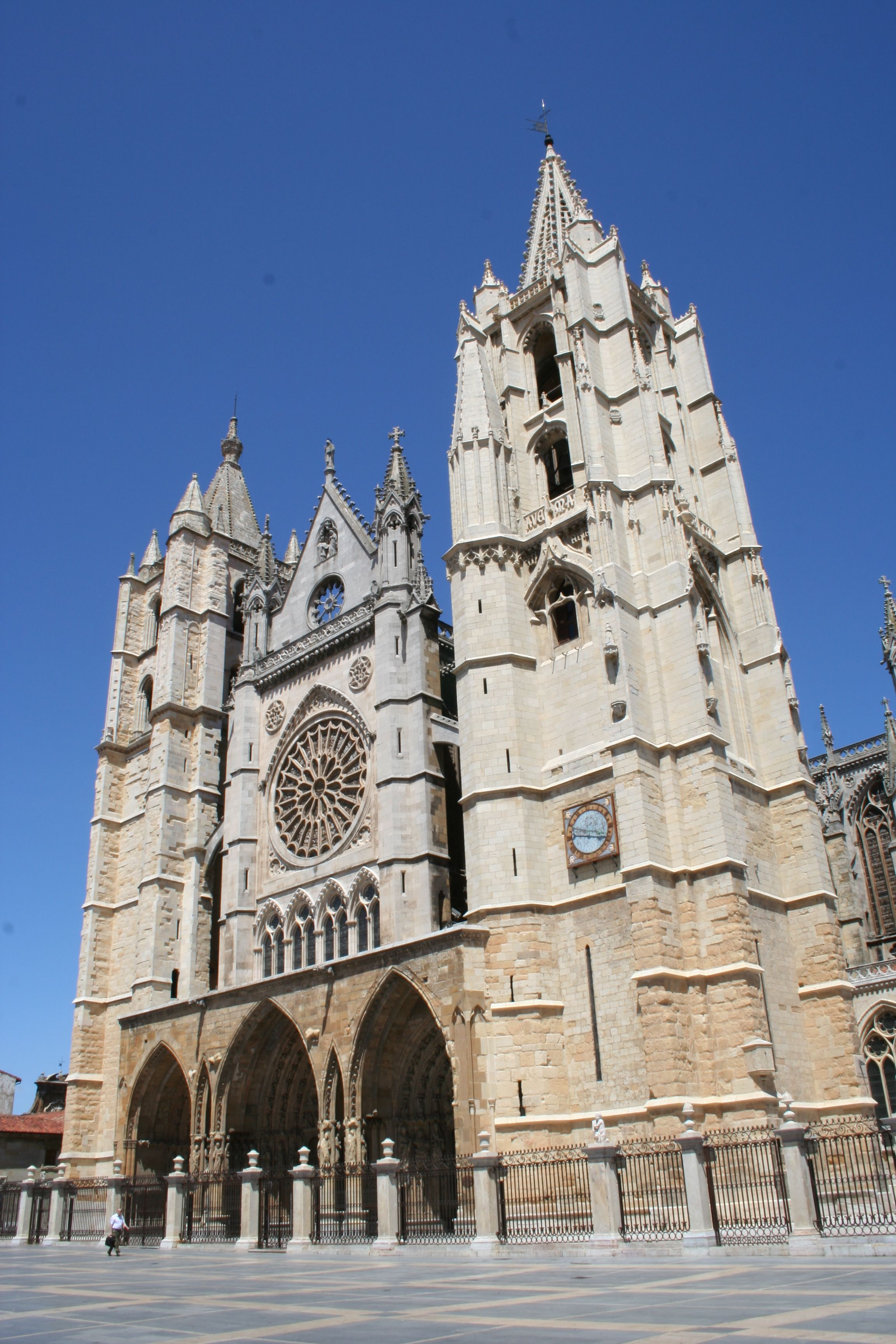
La Catedral de León, primer edificio oficialmente declarado monumento en España (1844) debido a la urgencia de su conservación.

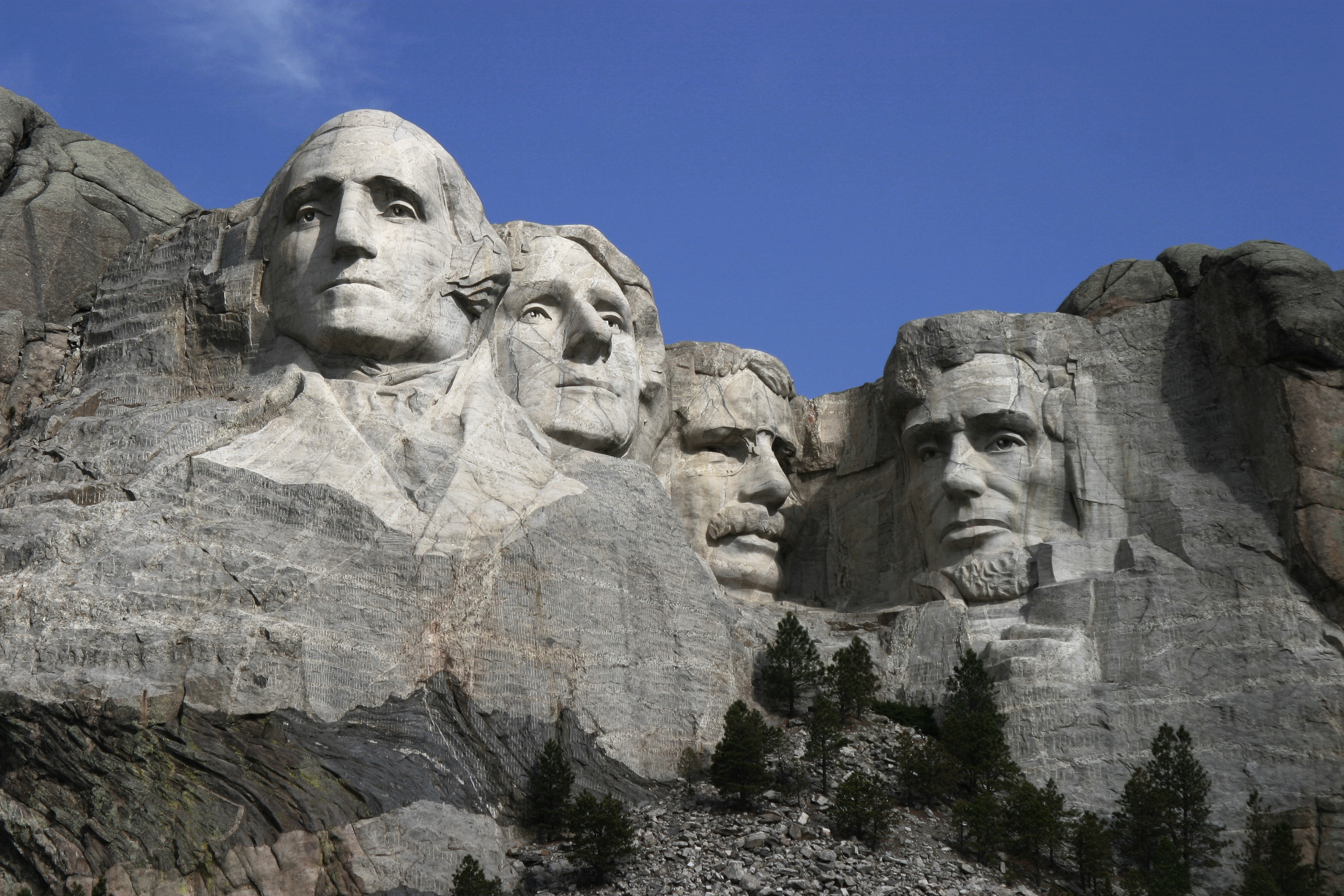
Monumento a cuatro presidentes de Estados Unidos tallado sobre Mount Rushmore.

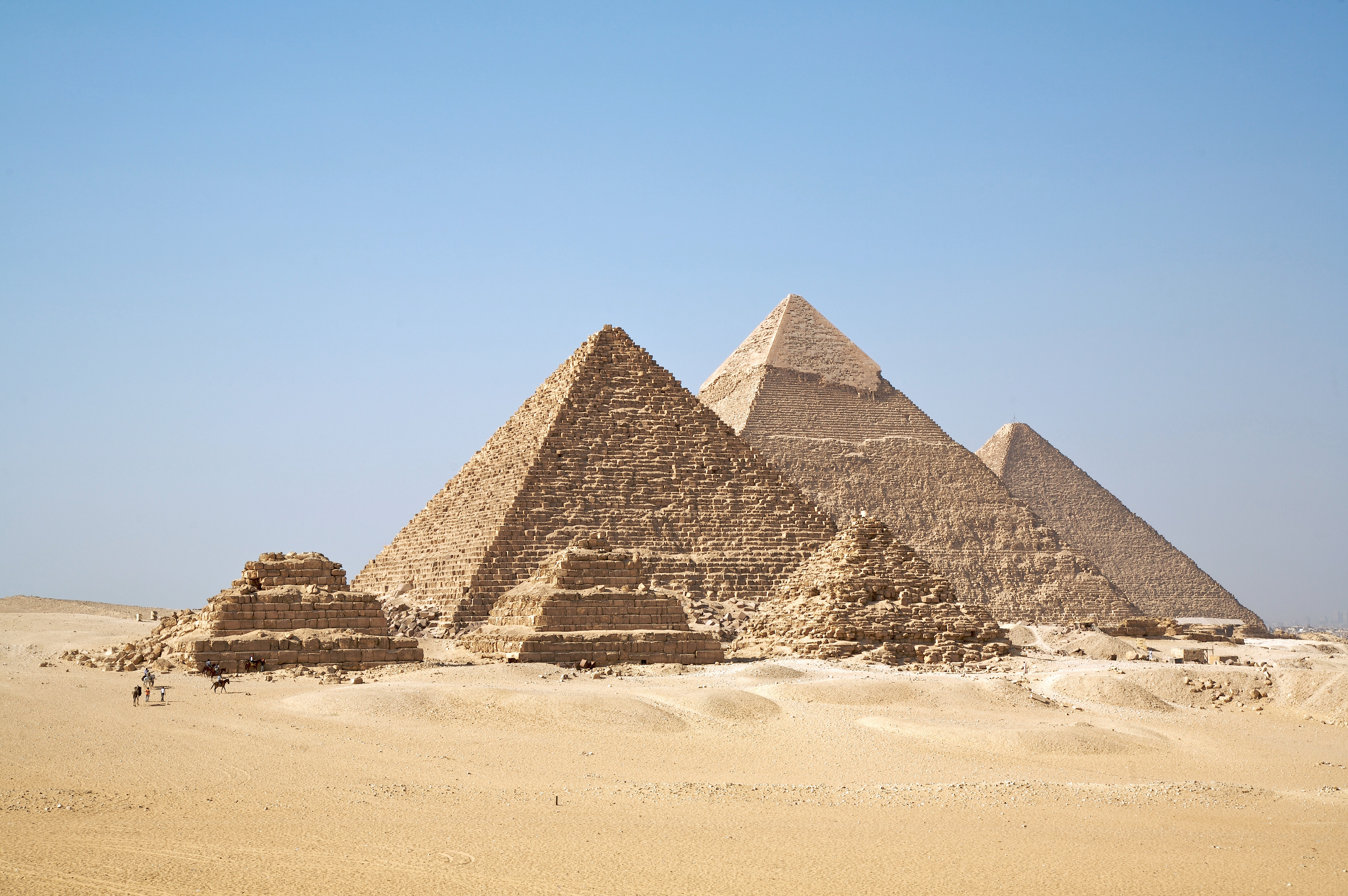
Las pirámides de Giza, monumentos funerarios que, desde la propia Antigüedad, pertenecían a la restringida lista de "siete maravillas del mundo".

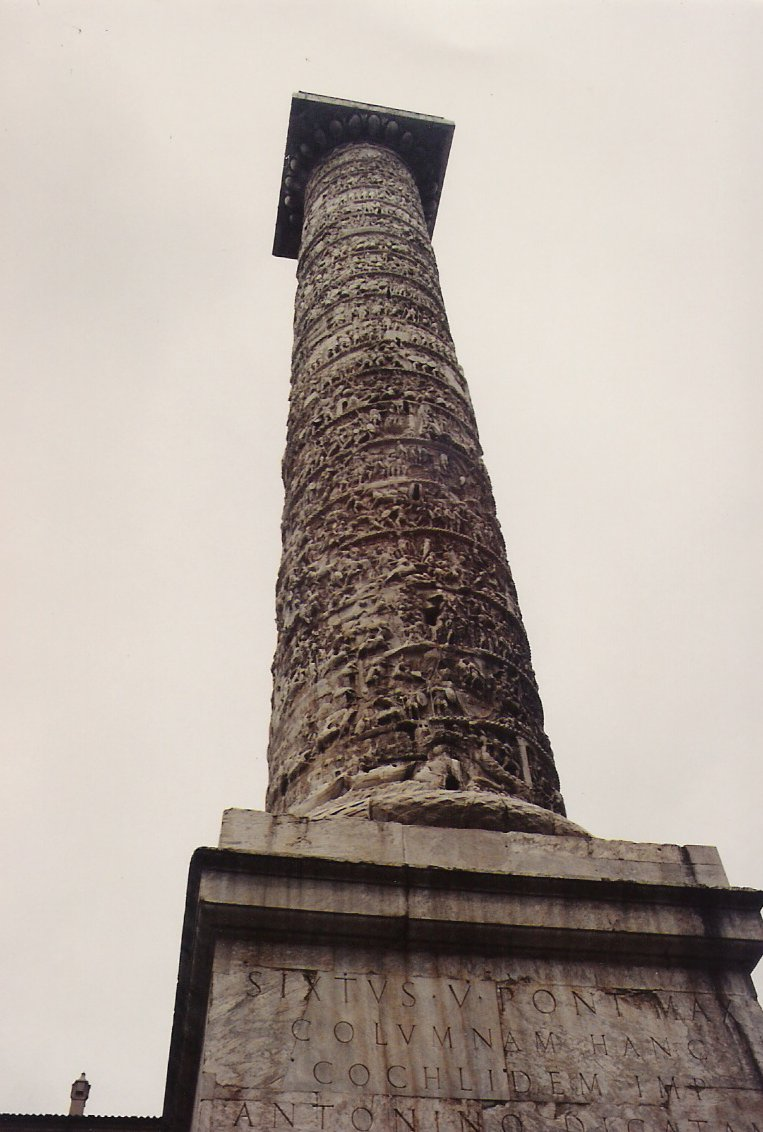
Columna de Marco Aurelio (Roma).

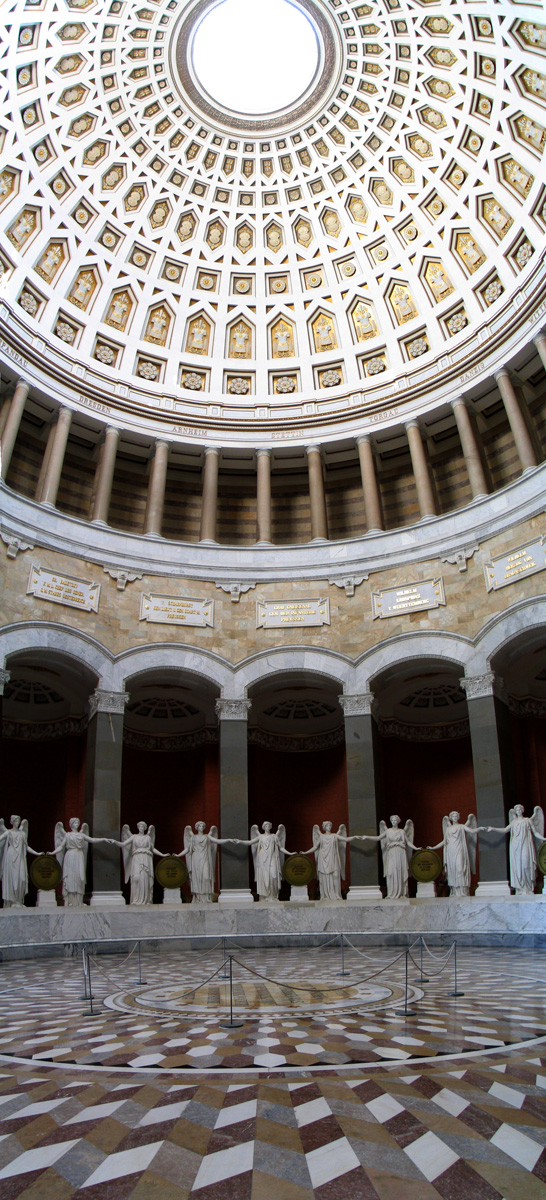
Befreiungshalle, monumento conmemorativo de las "guerras de liberación" contra el Imperio Napoleónico (Kelheim, Baviera, Alemania, 1842-1863).

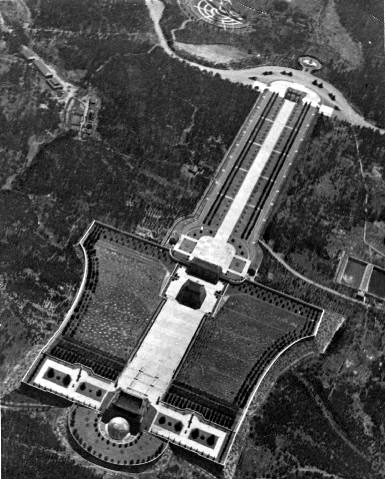
Vista aérea del Mausoleo de Sun Yat-sen (Montañas Púrpura, Nankín).

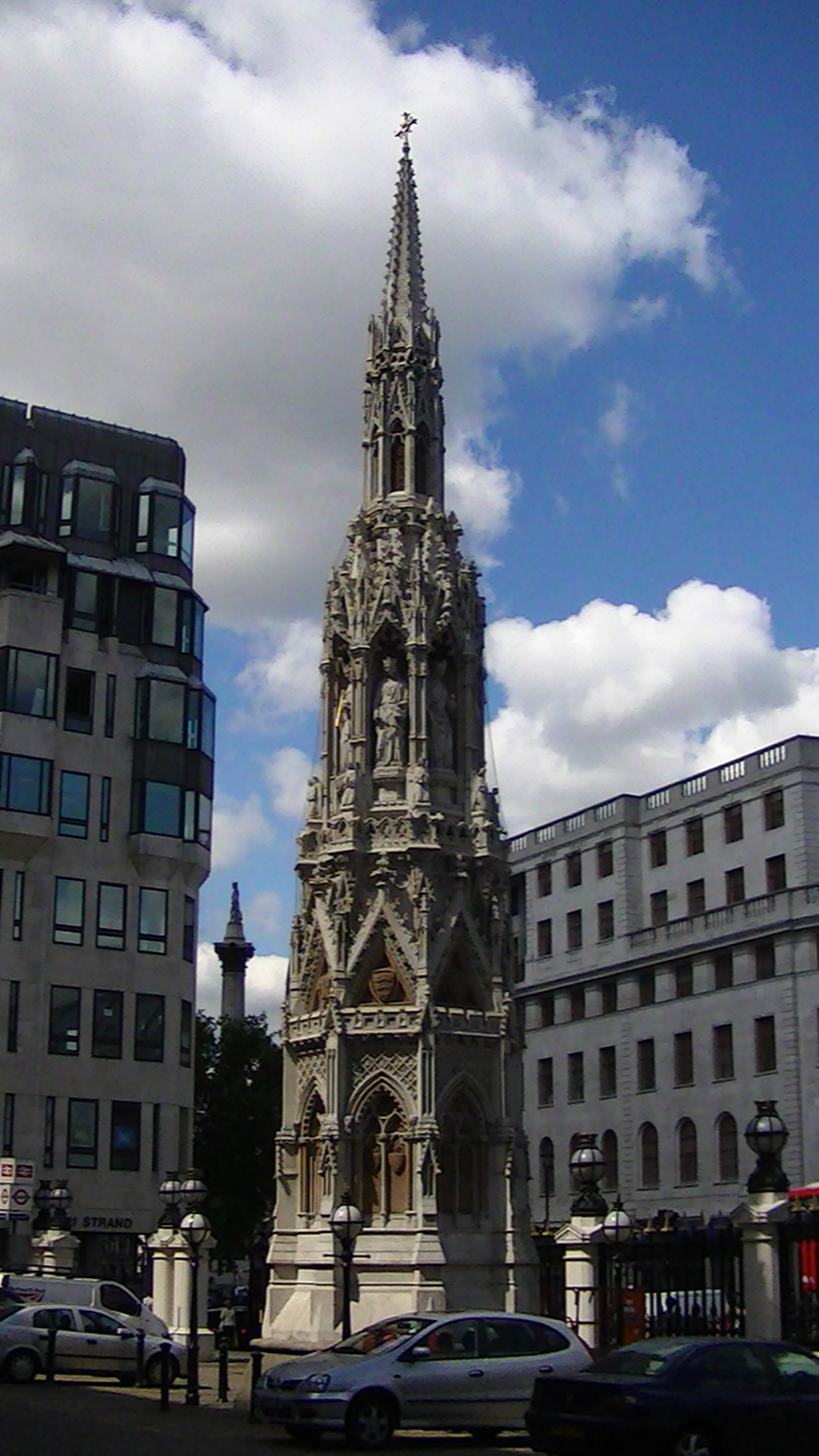
Reconstrucción de la Eleanor cross de Charing Cross (Londres) que mandó levantar en 1290 el rey Eduardo I de Inglaterra en recuerdo de su esposa Leonor de Castilla (en total levantó doce en distintos lugares significativos).

Monumento (del latín monumentum, «recuerdo», «erección conmemorativa», «ofrenda votiva») es toda obra con suficiente valor para el grupo humano que lo erigió. Ha de ser "pública y patente". Aunque inicialmente el término se aplicaba a las estatuas, inscripciones o sepulcros erigidas su uso fue extendiéndose y ha llegado a comprender cualquier construcción que posea valor "artístico, arqueológico, histórico" o similar, destacadamente las arquitectónicas que, enclavadas en un núcleo urbano o aisladas en el medio rural, cumplen la función de hito por su visibilidad y se convierten en símbolos de ese lugar.La enciclopedia The Palgrave Encyclopedia of Cultural Heritage and Conflict incluye la siguiente definición de "Monumento"
Los monumentos son el resultado de prácticas sociales de construcción o conservación de artefactos materiales a través de los cuales se manifiesta la ideología de sus promotores. El concepto de monumento moderno surgió con el desarrollo del capital y del Estado-nación en el siglo XV, cuando las clases dirigentes empezaron a construir y conservar lo que se denominó monumentos. Estas prácticas proliferaron significativamente en el siglo XIX, creando los marcos ideológicos para su conservación como un deber humanista universal. El siglo XX ha marcado un movimiento hacia la concepción de algunos monumentos como patrimonio cultural en forma de restos a conservar, y en lo que respecta a los monumentos conmemorativos, se ha producido un giro hacia el contramonumento abstracto. En ambos casos, su carácter conflictivo queda explícito en la necesidad de su conservación, dado que un componente fundamental de la acción estatal tras la construcción o declaración de monumentos es el litigio contra el vandalismo y la iconoclasia. Sin embargo, no todos los monumentos representan los intereses de los Estados-nación y de las clases dominantes; sus formas también son empleadas más allá de las fronteras occidentales y por los movimientos sociales como parte de prácticas subversivas que utilizan los monumentos como medio de expresión, donde formas antes exclusivas de las élites europeas son utilizadas por nuevos grupos sociales o para generar artefactos antimonumentales que desafían directamente al Estado y a las clases dominantes. En los conflictos, por tanto, lo relevante no es tanto el monumento como lo que ocurre con las comunidades que participan en su construcción o destrucción y su instigación de formas de interacción social.

## Monumentos funerarios
En la Antigüedad, y durante las Edades Media y Moderna, el término se aplicaba especialmente a monumentos funerarios, de modo que es sinónimo de "tumba" en las lenguas románicas.

### Monumentum Romanum
El Monumentum Romanum era una inscripción de sus gestas (Res Gestae Divi Augusti) que Augusto había ordenado disponer en dos placas de bronce en la puerta de su mausoleo. Se hicieron copias por todo el imperio, conservándose una notable versión griega en Ankara (el Monumentum Ancyranum), y fragmentos de una latina en Antioquía (el Monumentum Antiochenum). Otros fueron columnas triunfales como la trajana o la de Marco Aurelio. El más antiguo monumento romano era la Lapis Niger, cuyo concreto significado se había olvidado ya en época clásica, pero que se seguía venerando en el Foro, junto al Volcanal (que conmemoraba las primeras victorias militares de Roma).

### Heroon
Heroon era la denominación de los monumentos funerarios o templos dedicados al culto de los héroes griegos y romanos, estuviera o no levantado sobre su tumba (en caso negativo el monumento se denomina cenotafio). Los ejemplos más tempranos son los tholoi micénicos. Recientemente se ha identificado la tumba de Anfípolis como un heroon para Hefestión, compañero de Alejandro Magno. Plutarco recoge que, apenado por su muerte, mandó al arquitecto Deinócrates que le "erigiera santuarios por todos sus dominios". Lo propio hizo con su favorito Antínoo el emperador romano Adriano, cuya imagen mandó reproducir por todo el Imperio, además de dedicarle un templo en el lugar de su muerte, que rebautizó como Antinoópolis.

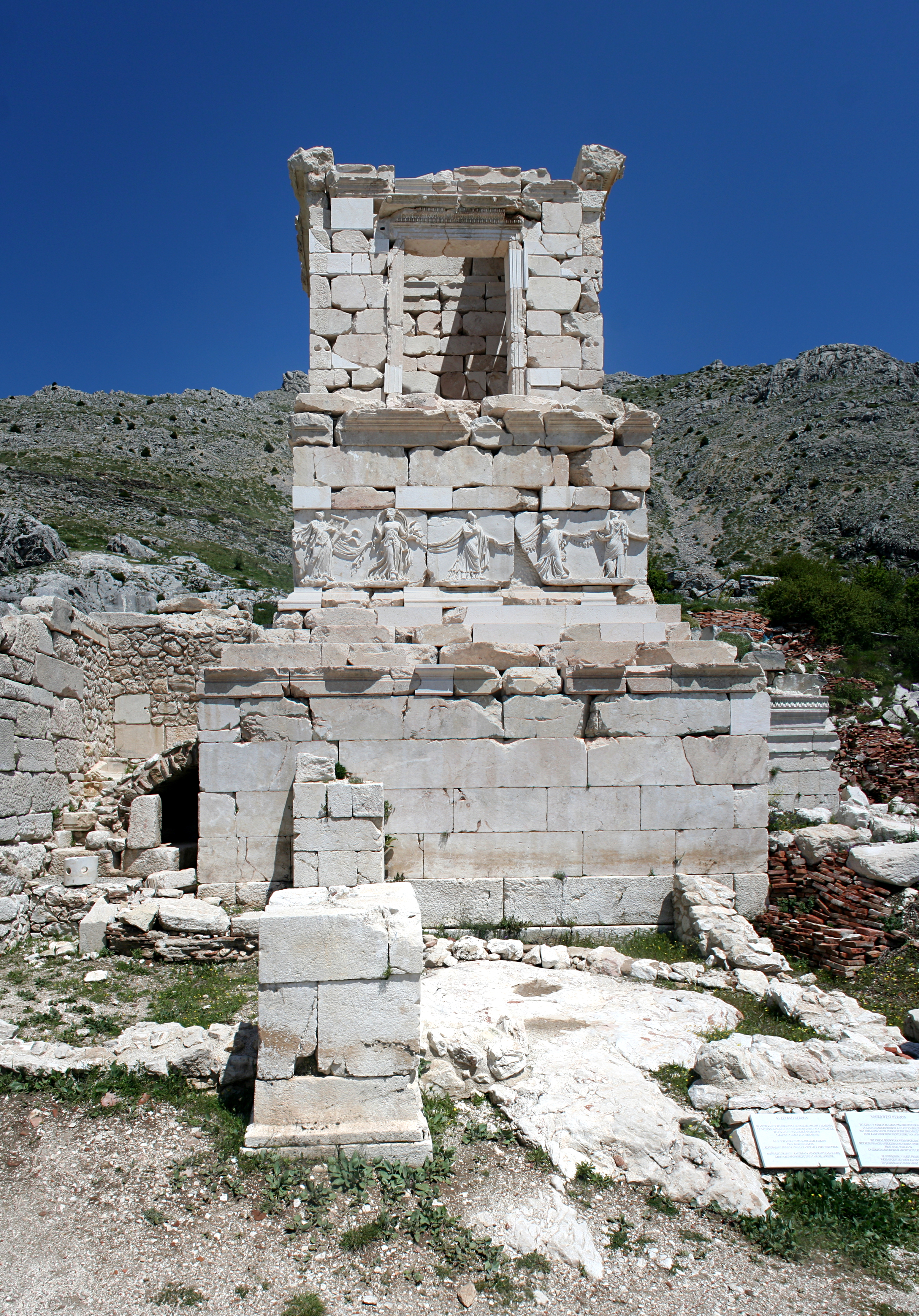
Heroon de Sagalassos.
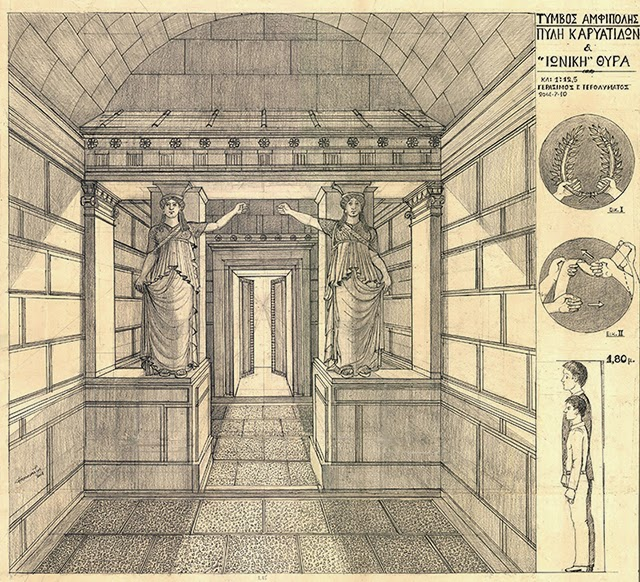
Reconstrucción de la tumba de Anfípolis.
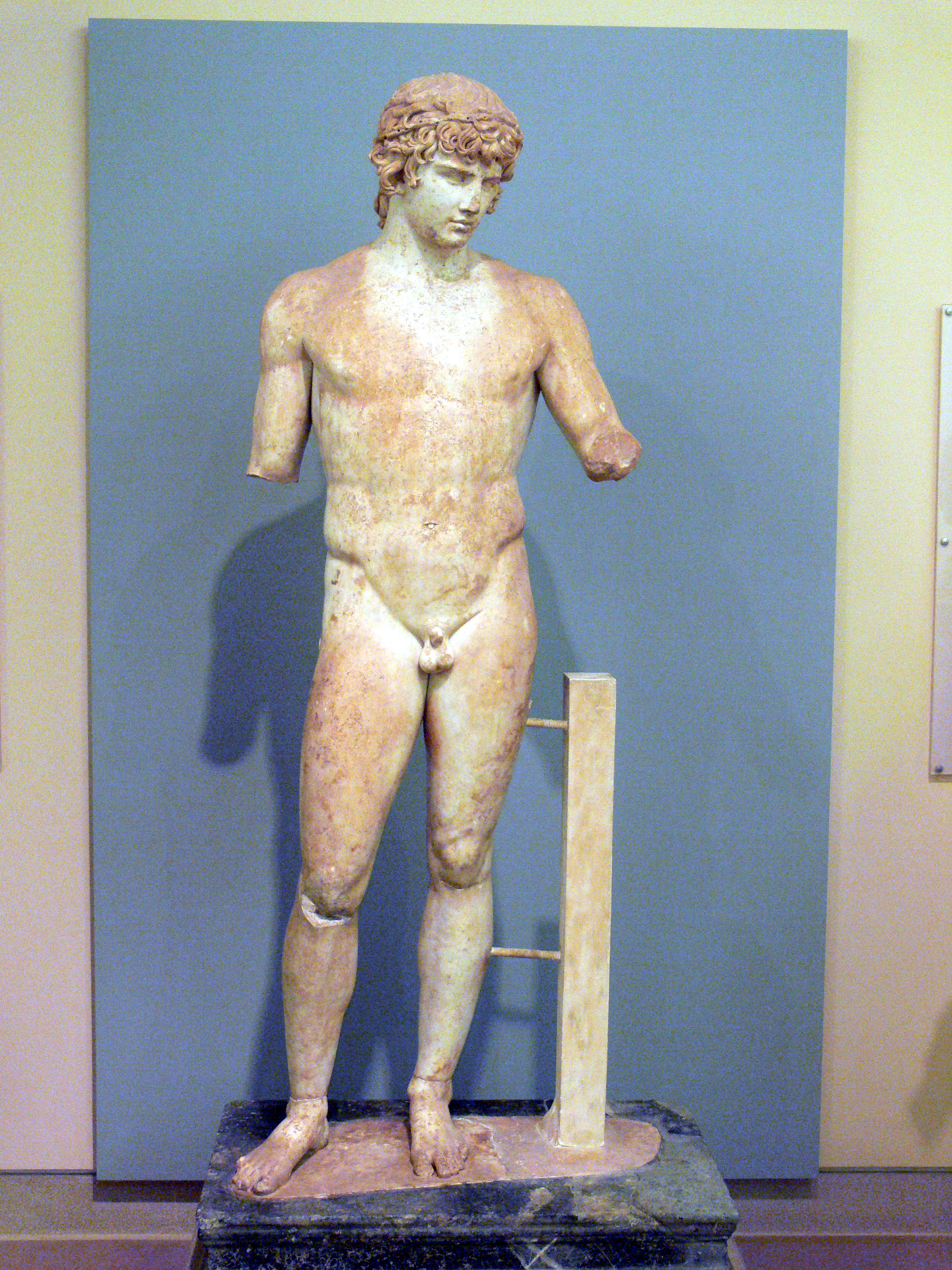
Estatua de Antínoo en Delfos.

## Monumento histórico
Portadoras de un mensaje espiritual del pasado, las obras monumentales de cada pueblo son actualmente testimonio vivo de sus tradiciones seculares. La Humanidad, que cada día toma conciencia de la unidad de los valores humanos, las considera como un patrimonio común y, pensando en las generaciones futuras, se reconoce solidariamente responsable de su conservación.
Prólogo de la Carta Internacional sobre la Conservación y Restauración de Monumentos y Sitios (Carta de Venecia, 1964).

La primera referencia de la expresión «monumento histórico» de que se tiene constancia se remonta a la Francia revolucionaria de 1790, cuando Aubin Louis Millin de Grandmaison, ante la Asamblea Nacional Constituyente, denominó monument historique a la Bastilla con ocasión de su demolición. En distintos países europeos el nuevo uso del concepto fue generalizándose académica y técnicamente al abordar las tareas de restauración y rehabilitación de obras antiguas consideradas dignas de ello. Jurídicamente, el concepto de «monumento» fue estableciéndose en cada país paulatinamente, a lo largo del siglo XIX y comienzos del XX, primero por apelaciones genéricas a la condición monumental; más tarde con la asignación en los presupuestos de partidas para su mantenimiento y con el nombramiento de comisiones de expertos y personal de la administración a su cuidado; luego por la aprobación de inventarios, registros y colecciones de elementos; y, finalmente, con la promulgación de leyes propias de protección y declaración de los «monumentos nacionales» (de 1803 a 1915 en España, de 1795 a 1887 en Francia, 1906 en Estados Unidos, 1909 en Italia). A lo largo de la primera mitad del siglo XX la mayoría de los países occidentales aprobó leyes de defensa y conservación de sus respectivos patrimonios.

## Monumento natural - Monumento técnico
Desde finales del siglo XX, y tras la regulación de la normativa internacional en materia de patrimonio histórico, el concepto de monumento se ha extendido al ámbito de la protección de la naturaleza, aplicándolo a aquellos destacados hitos naturales que, además de recordados, merecen ser protegidos (monumentos naturales, espacios naturales de especial valor); y a obras de interés científico, técnico

## Monumentos militares
Los pueblos del Próximo Oriente Antiguo erigían estelas conmemorativas de sus victorias. Una función similar pudieron tener monumentos similares de la América precolombina, como las estelas mayas.

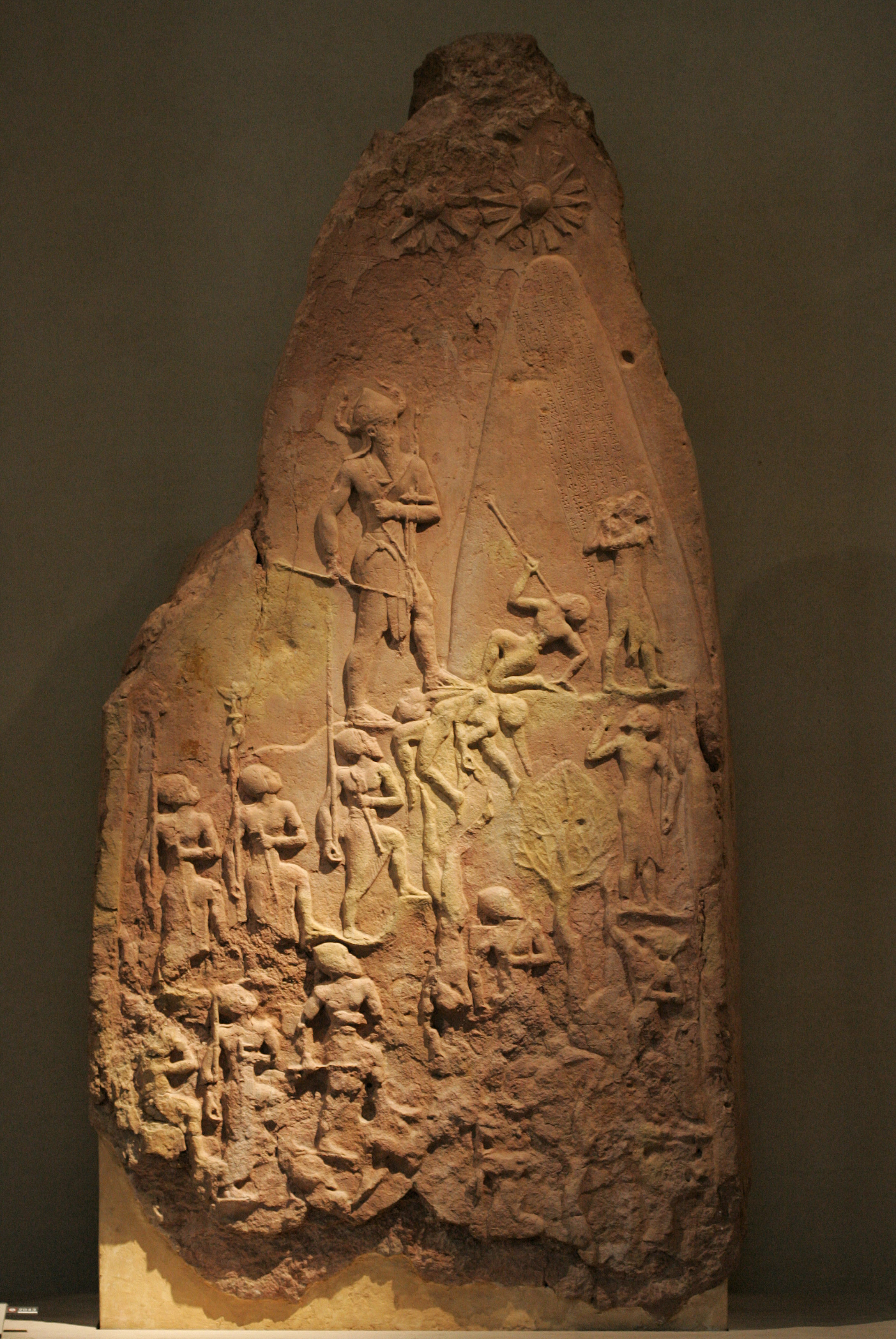
Estela de Naram-Sin.
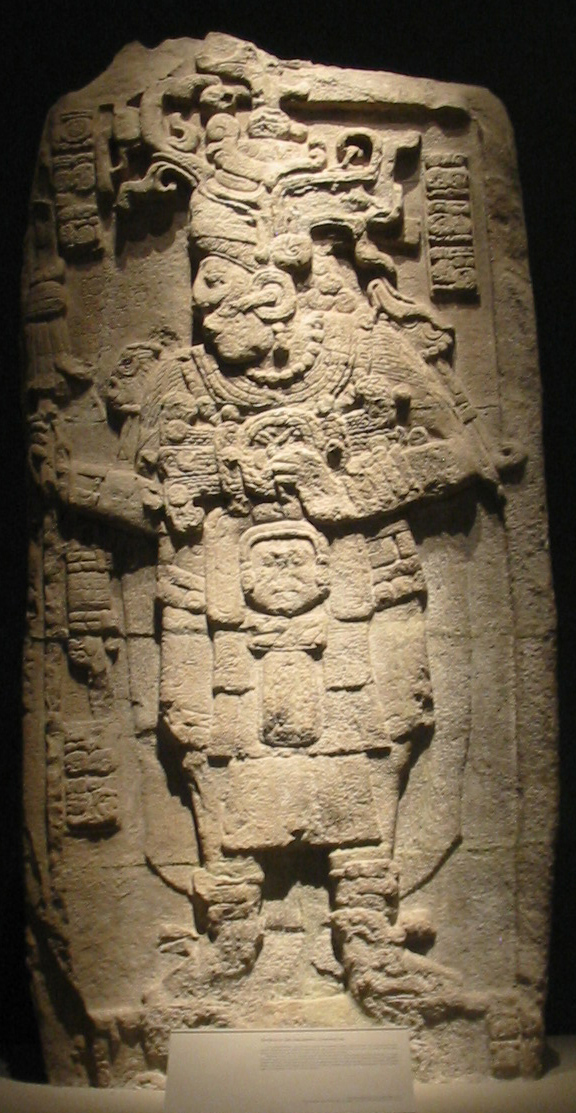
Estela 51 de Calakmul, que representa al rey Yuknoom Took' K'awiil.

Era costumbre de los antiguos griegos la erección de monumentos tras una victoria militar con los despojos de los vencidos, apilando sus armas, que se denominaban τρόπαιον tropaion (derivada de tropé -retirada o derrota-), en latín tropaeum o trophaeum (de donde deriva la palabra castellana trofeo). También se llevaban como ofrendas a los templos. Tras la batalla de Maratón, como honor especial, se enterró a los muertos del bando vencedor (los griegos sobre los persas) en un túmulo en el que se han encontrado vasijas pintadas y la columna llamada de Calímaco de Afidnas. Alejandro Magno mandó a Lisipo erigir el llamado monumento del Gránico para honrar a los griegos caídos en la batalla homónima, además de entregar como trofeo trescientas armaduras persas al Partenón de Atenas.

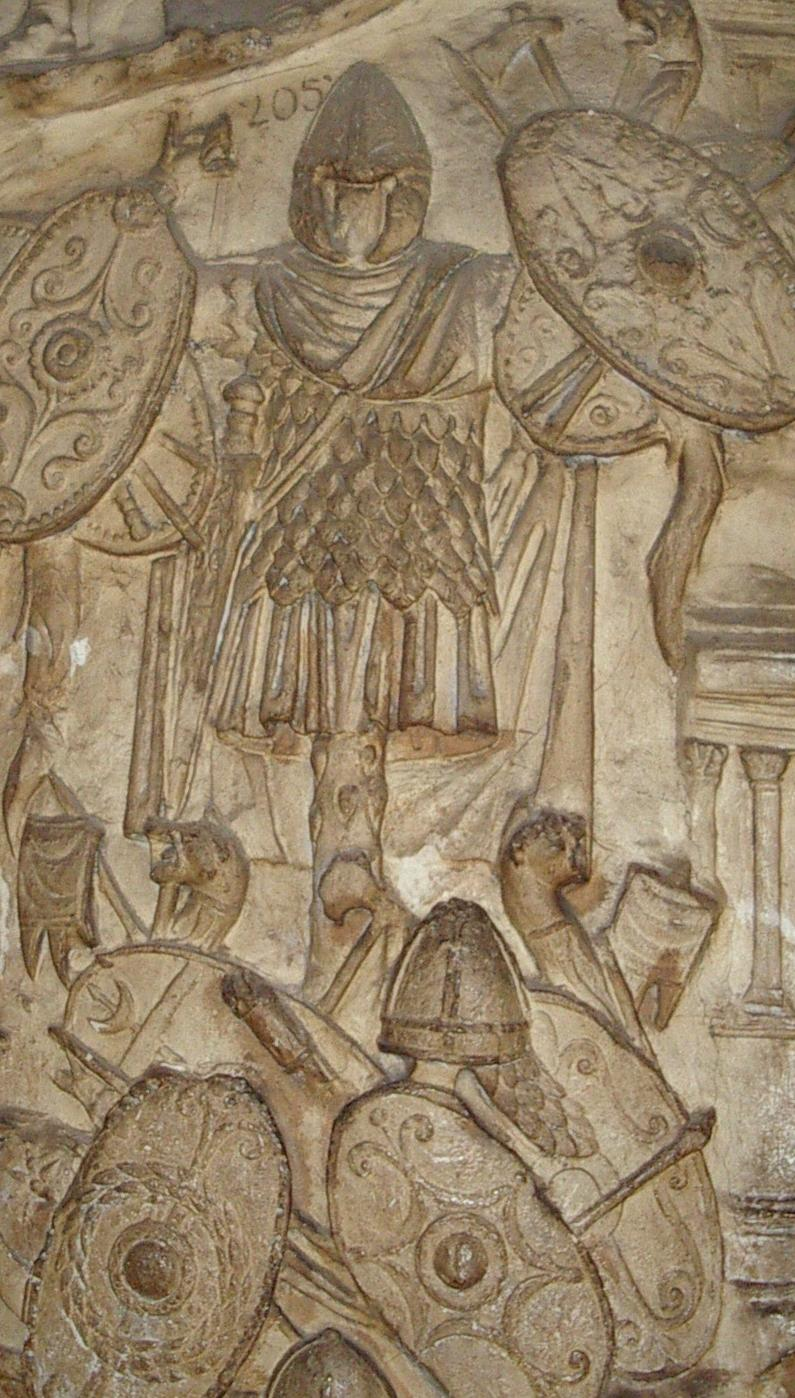
Representación de un trophaeum en la Columna Trajana.
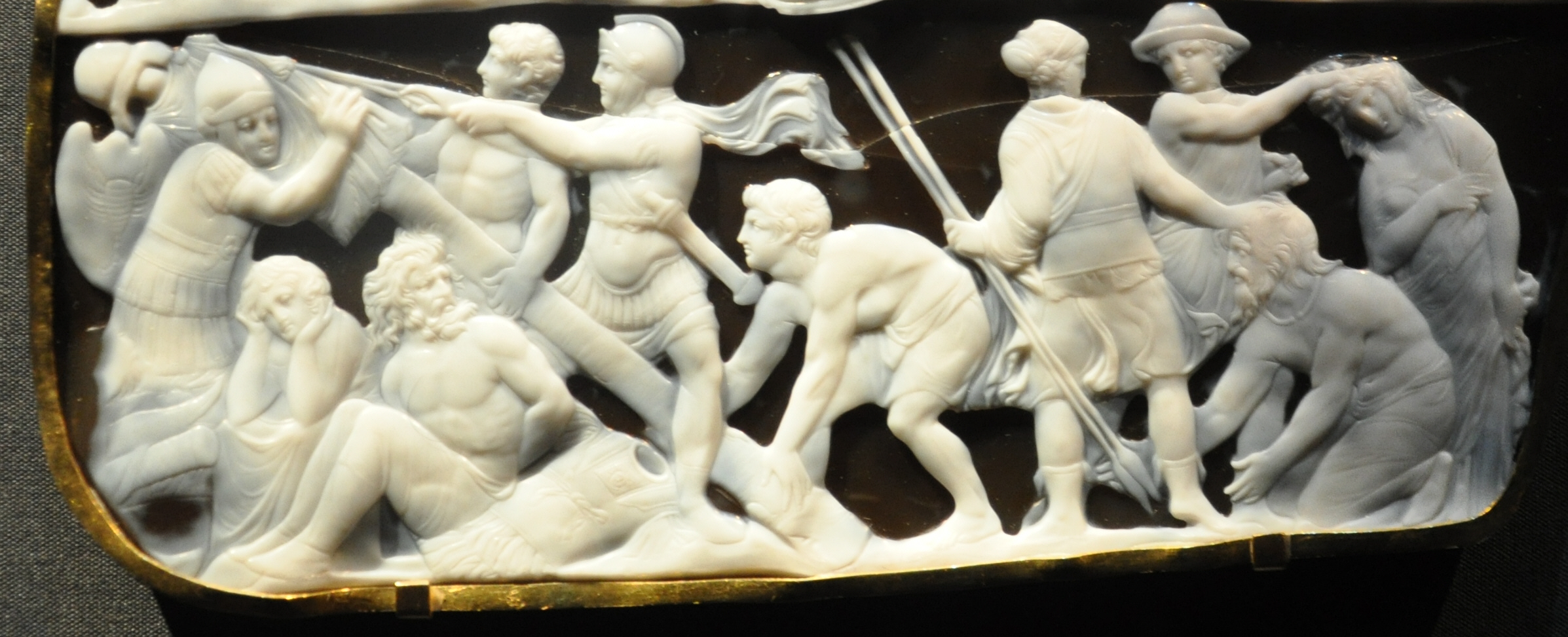
Soldados romanos erigiendo un trophaeum representados en la Gemma Augustea.
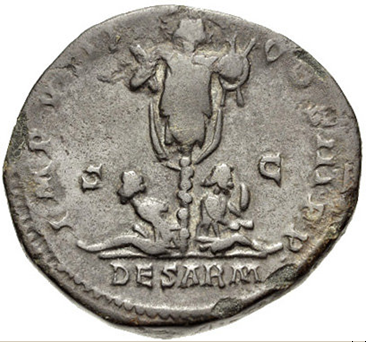
Trophaeum con dos cautivos sármatas representados en una moneda de Marco Aurelio.

Esos monumentos en los que el dios está rodeado por todas partes de primicias y diezmos, que son producto de matanzas, de guerras y de saqueos, y ese templo lleno de despojos y botines tomados a los griegos, ¿podemos ver todo eso sin indignarnos? ¿Cómo podemos no apiadarnos de los helenos cuando leemos en bellas ofrendas inscripciones tan vergonzosas como éstas:"Brasidas y los acantos con los despojos de los atenienses", "Los atenienses con los despojos de los corintios", "Los focenses con los despojos de los tesalios".
Plutarco, Sobre los oráculos de la pitia, cp. 15.

Para celebrar los triunfos concedidos por el Senado romano como honor a los generales victoriosos, se levantaban arcos de triunfo que, a diferencia de las columnas triunfales, no tenían carácter de monumento funerario.

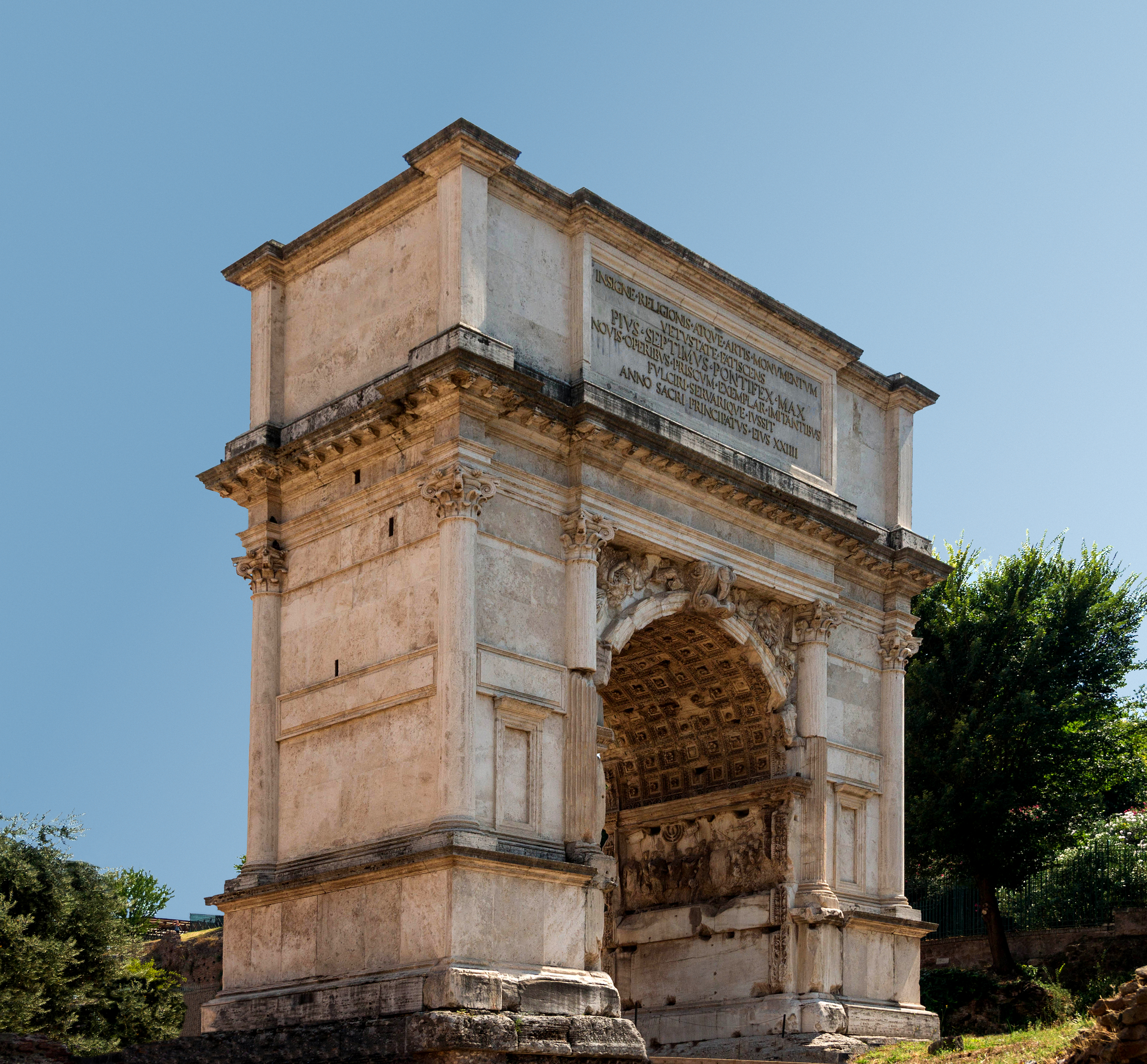
Arco de Tito
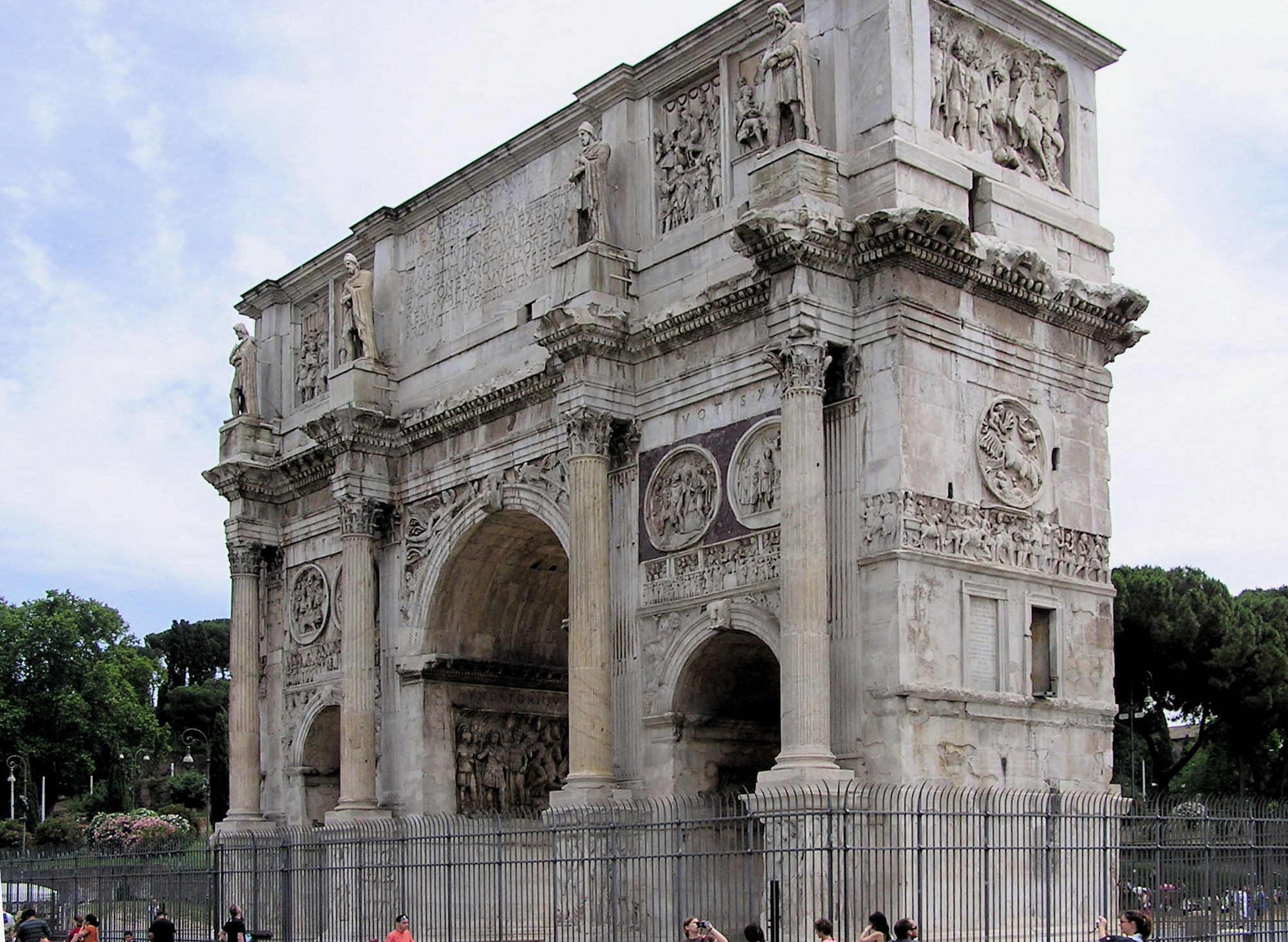
Arco de Constantino

En la Edad Contemporánea son comunes los monumentos al soldado desconocido, muchas veces coincidiendo con un lugar de enterramiento.

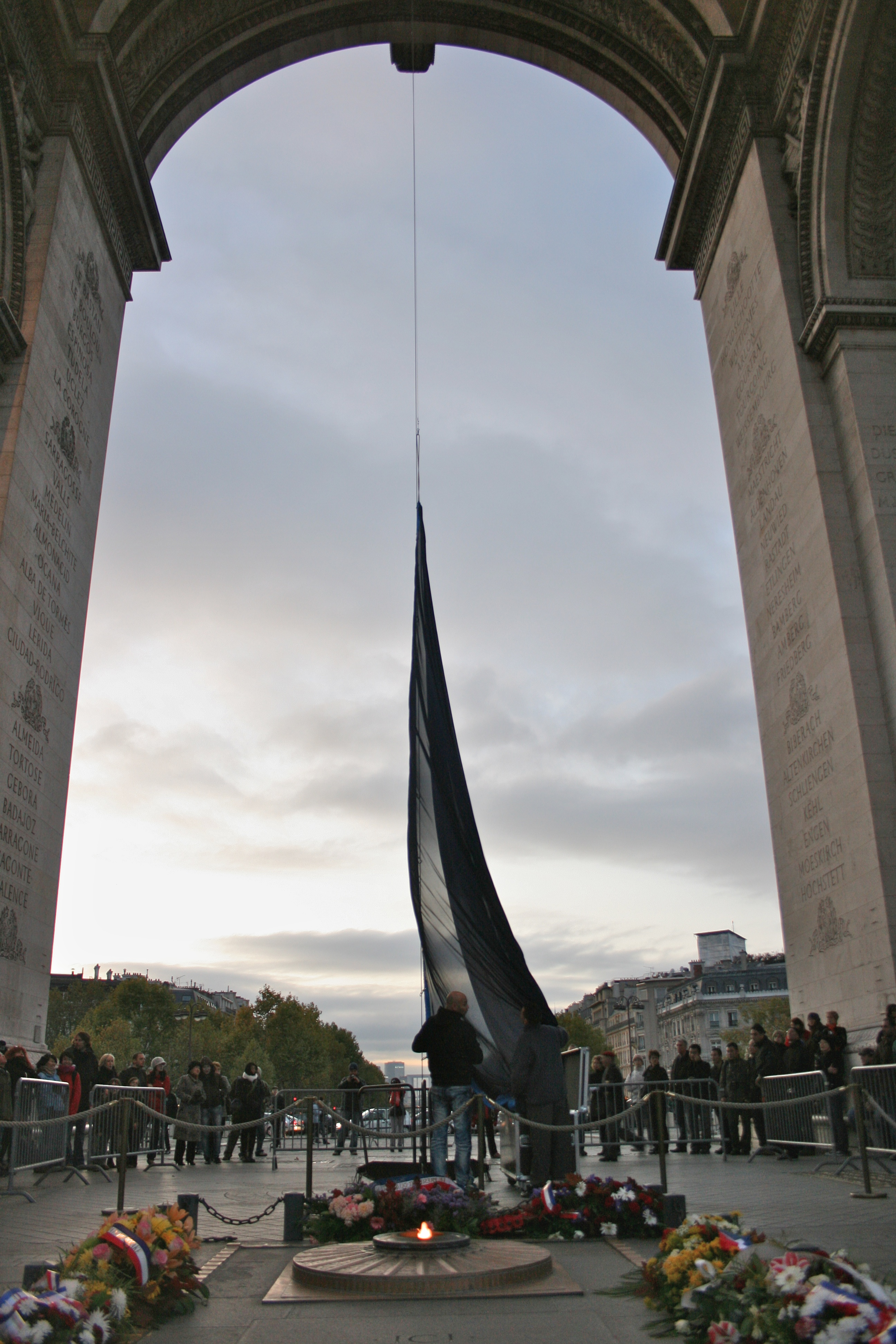
Tumba del soldado desconocido cobijada bajo el Arco de Triunfo (París).
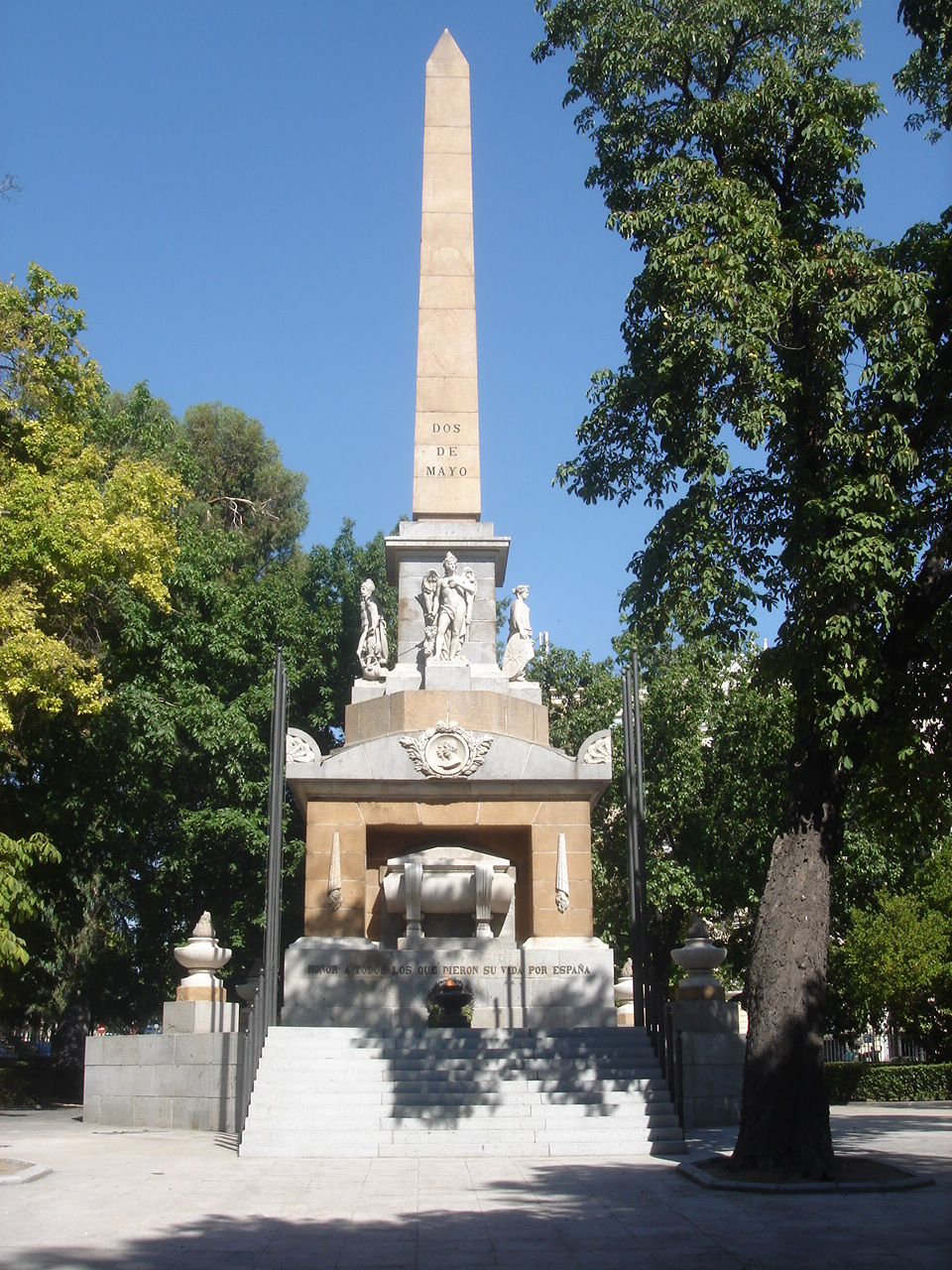
Monumento a los Caídos por España (Madrid).
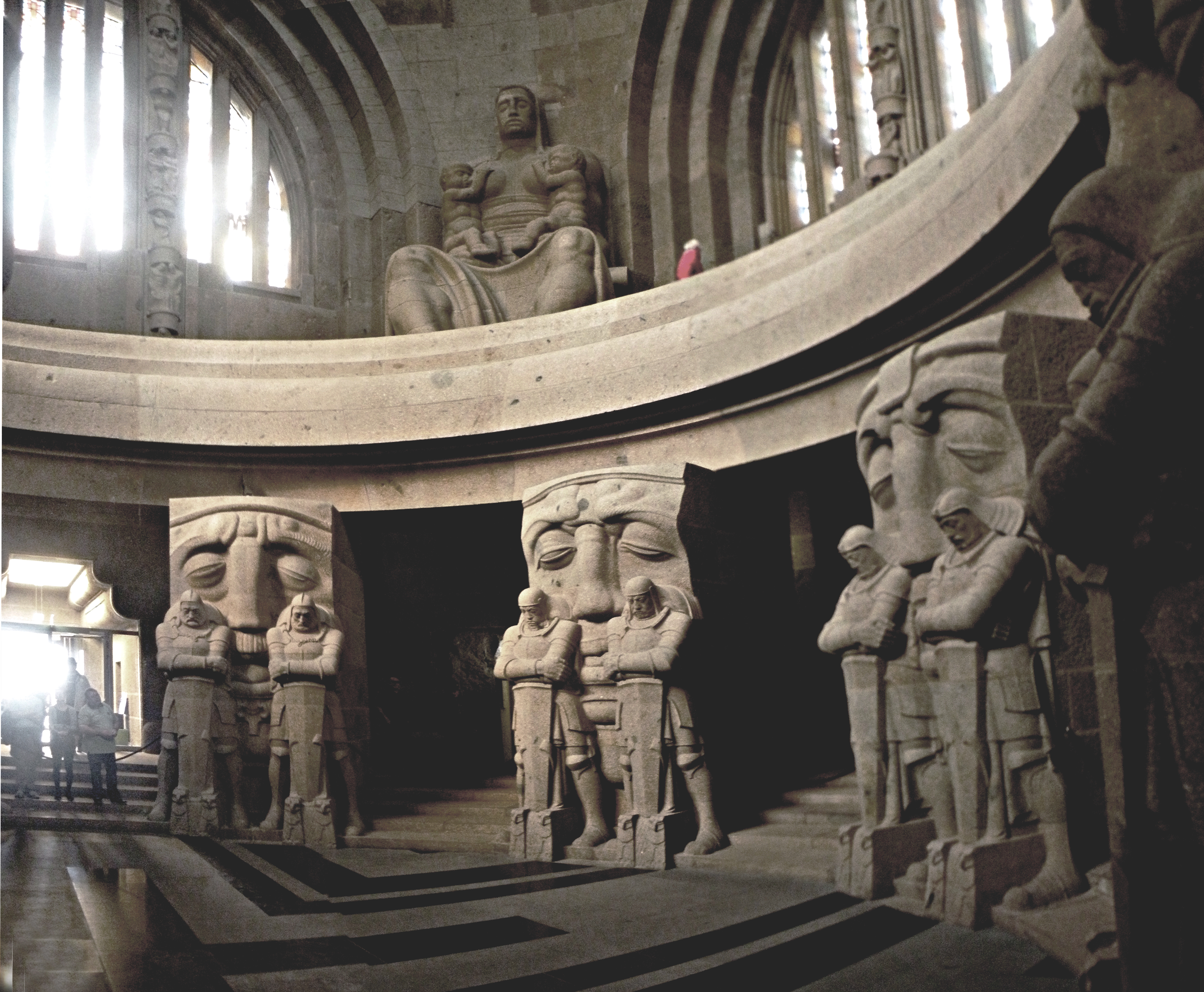
Völkerschlachtdenkmal ("monumento a la batalla de las naciones, Leipzig 1913, para conmemorar su centenario).
Cementerio Nacional de Arlington, con el Arlington Memorial Amphitheater[19] y la Tumba de los desconocidos (Estados Unidos).

## Culto moderno a los monumentos
Alois Riegl, en su libro El culto moderno a los monumentos (Der Moderne Denkmalkultus, publicado en 1903, cuando el autor era presidente de la Comisión de Monumentos Históricos del Imperio Austro-Húngaro), entiende como un rasgo propio de la modernidad la valoración y conservación de los monumentos, más allá de su significado conmemorativo, por la moderna "voluntad de forma" (kunstwollen, concepto del "formalismo" de la escuela vienesa de historia del arte). El valor histórico de los monumentos radica en su contradicción: por una parte, son objeto de reconocimiento por provenir y sobrevivir a una época pasada, quizá muy remota, pero, a la vez, este carácter implica un cuidado mayor a otras construcciones, por lo que son preservados de forma especial.

## Reproducciones de monumentos

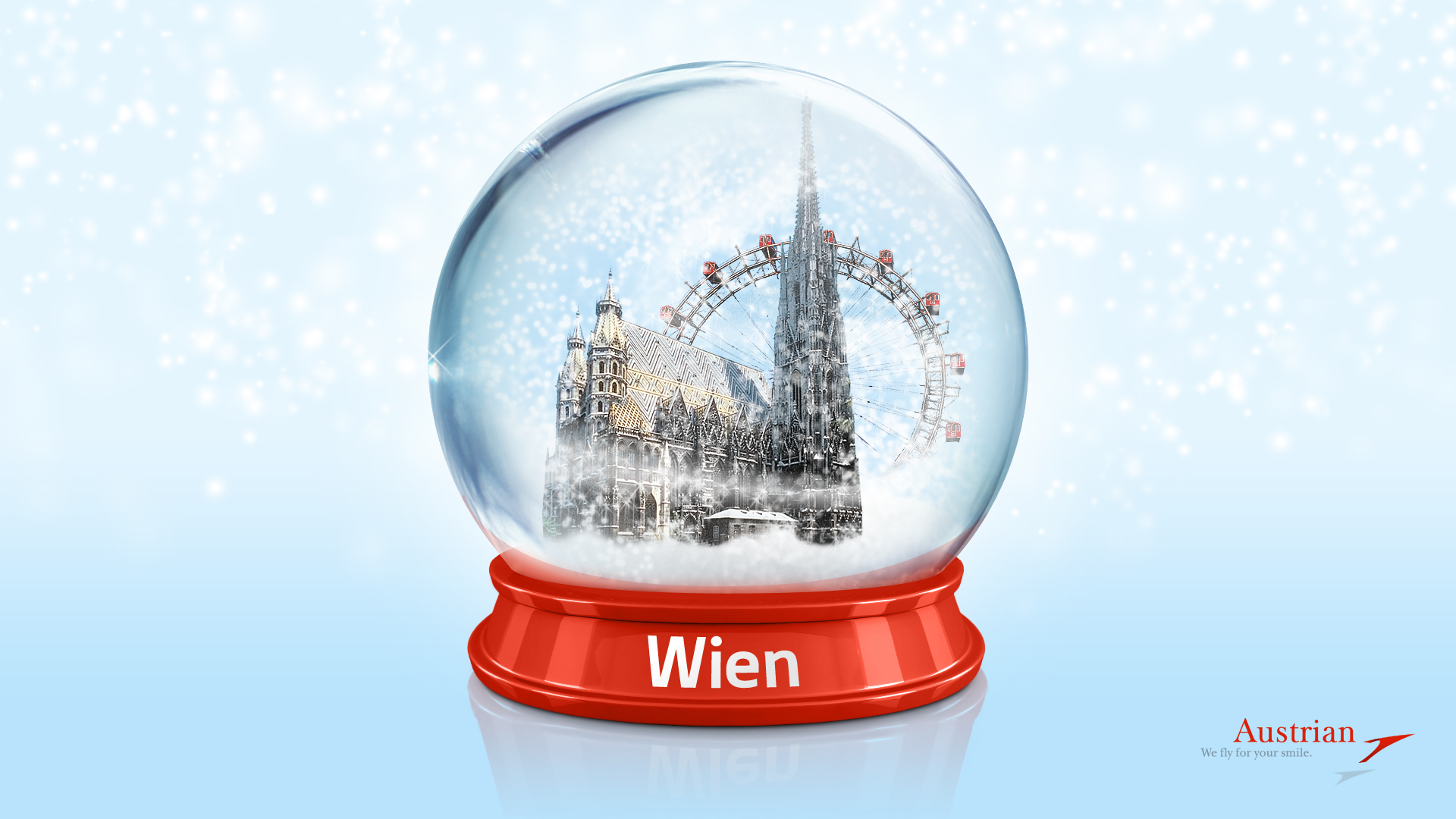
Monumentos de Viena en una bola de nieve.

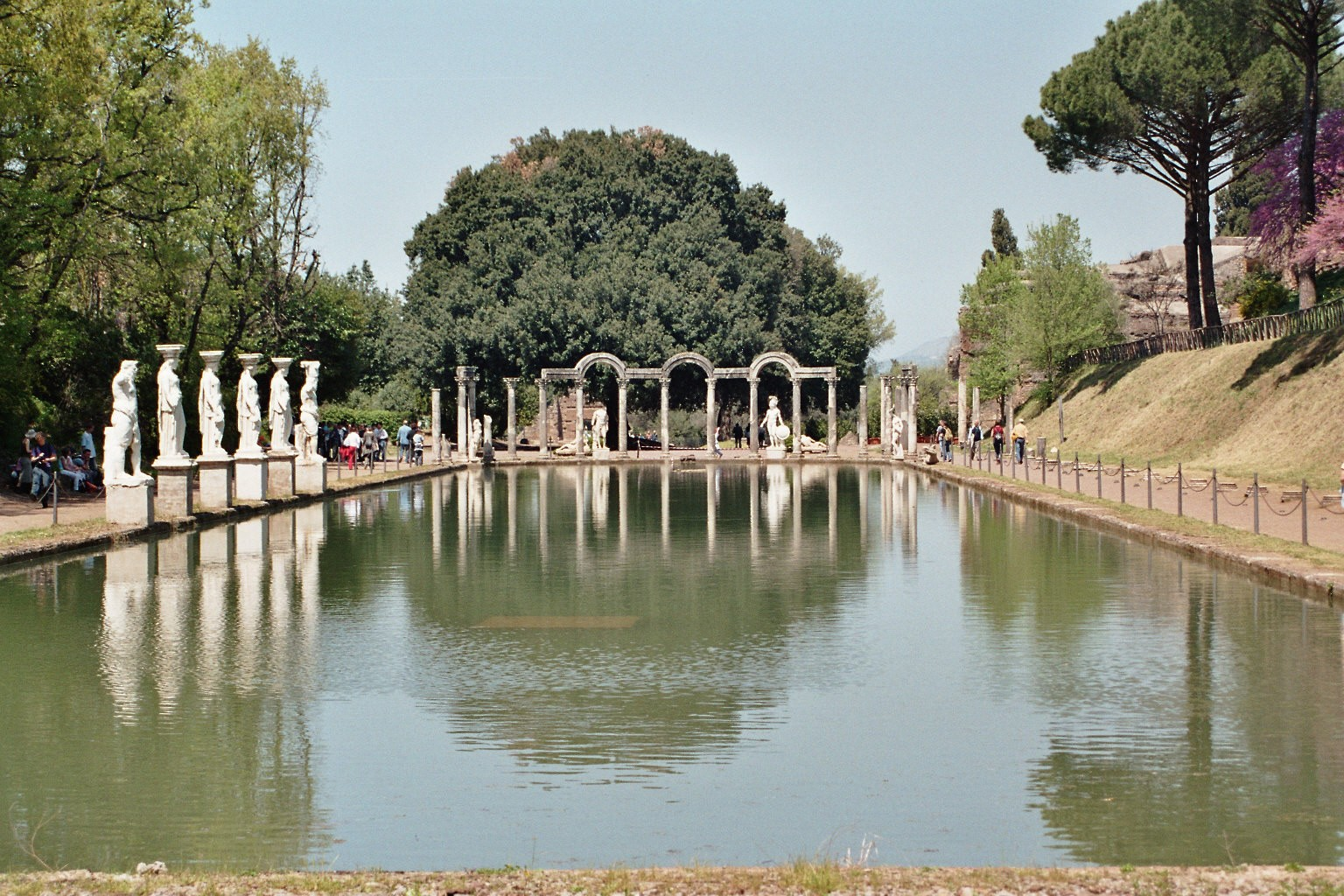
El espacio denominado Canopus en la Villa Adriana de Tívoli pretendía reproducir el serapeum y el canal de la ciudad egipcia de ese nombre. A su alrededor se dispusieron reproducciones de las cariátides del Partenón ateniense y de otras obras maestras de la escultura griega.

La reproducción de los monumentos es un criterio estético discutido (denominado peyorativamente pastiche), pero tiene precedentes desde la propia Antigüedad clásica (los romanos imitaron los modelos griegos, y en cuanto a las obras escultóricas más importantes, las copiaron y reprodujeron, en muchas ocasiones pasando a mármol los bronces originales); y es habitual en los actuales parques temáticos y en los casinos de Las Vegas. A pequeña escala, las reproducciones de monumentos como souvenir turístico son un tópico de la cultura popular.
- Pueblo Español de Barcelona
- Museo de Reproducciones Artísticas[24]
- Museo de Reproducciones de Bilbao
- Portugal dos Pequenitos
- Museo Tiflológico[25]
- Legoland
- Basílica de Nuestra Señora de la Paz de Yamusukro
- Parque Europa (Torrejón de Ardoz)
- Neocueva

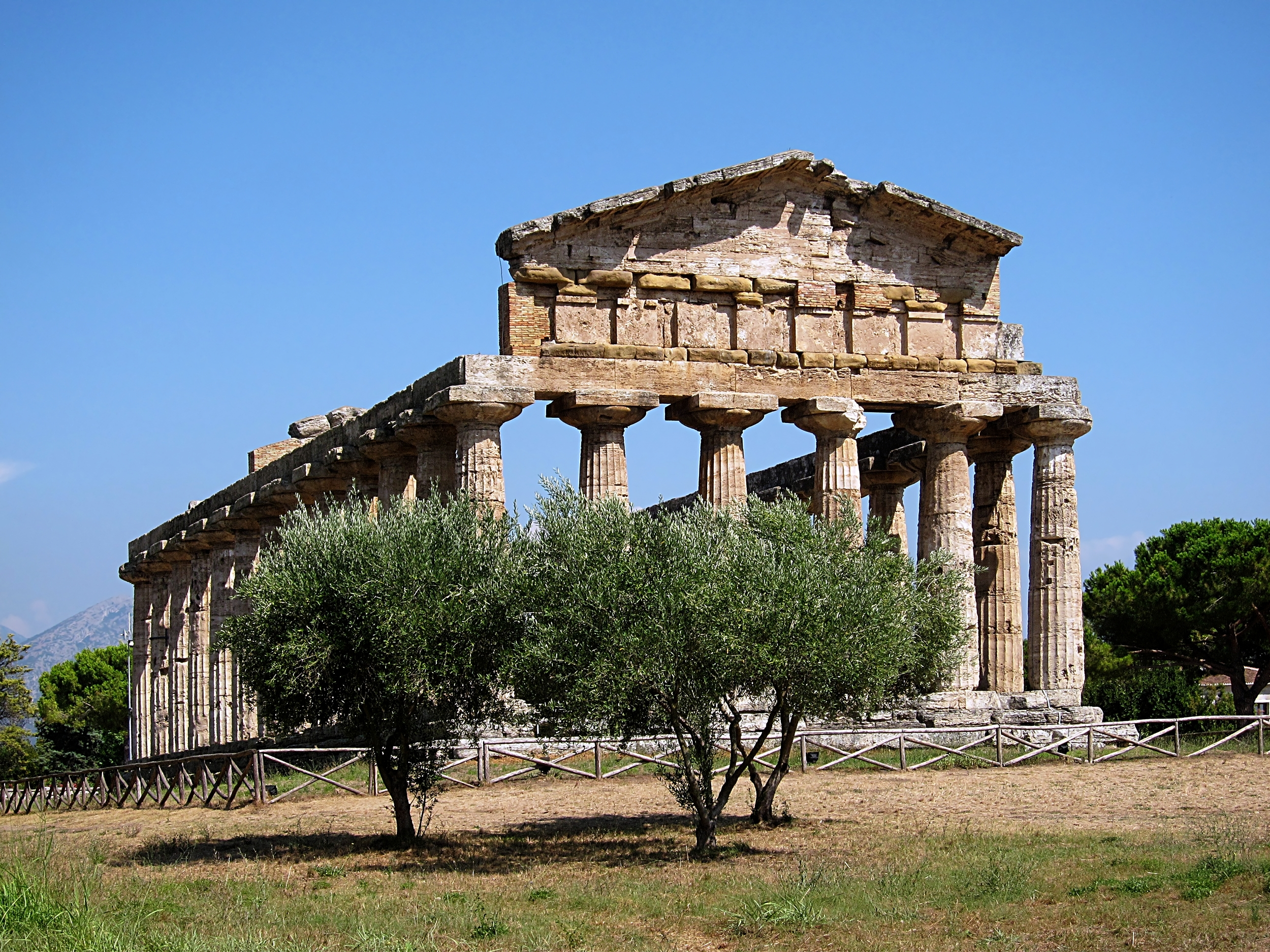
Templo griego en Paestum.
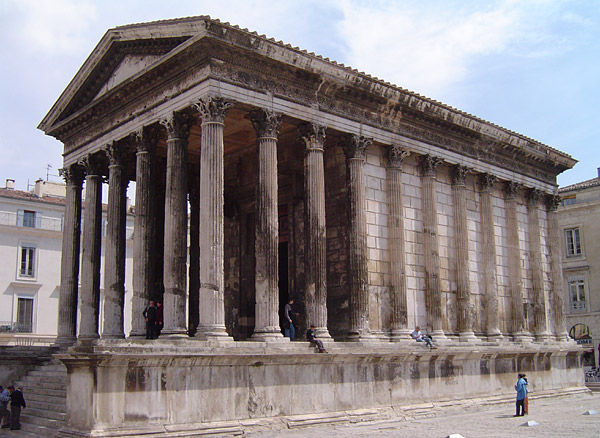
Templo romano en Nimes (llamado la maison carée -"la casa cuadrada"-).
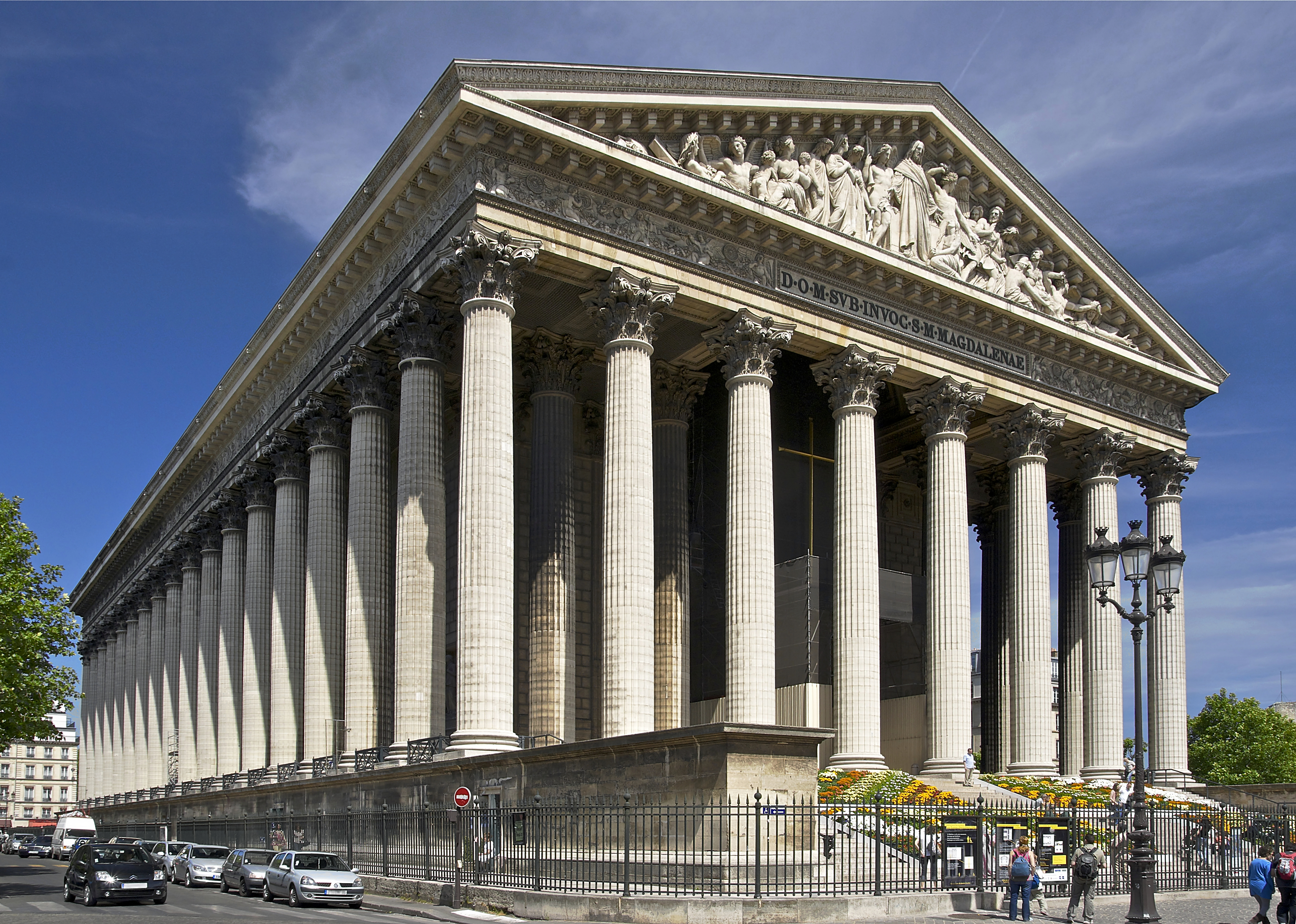
Iglesia neoclásica en París (La Madeleine).
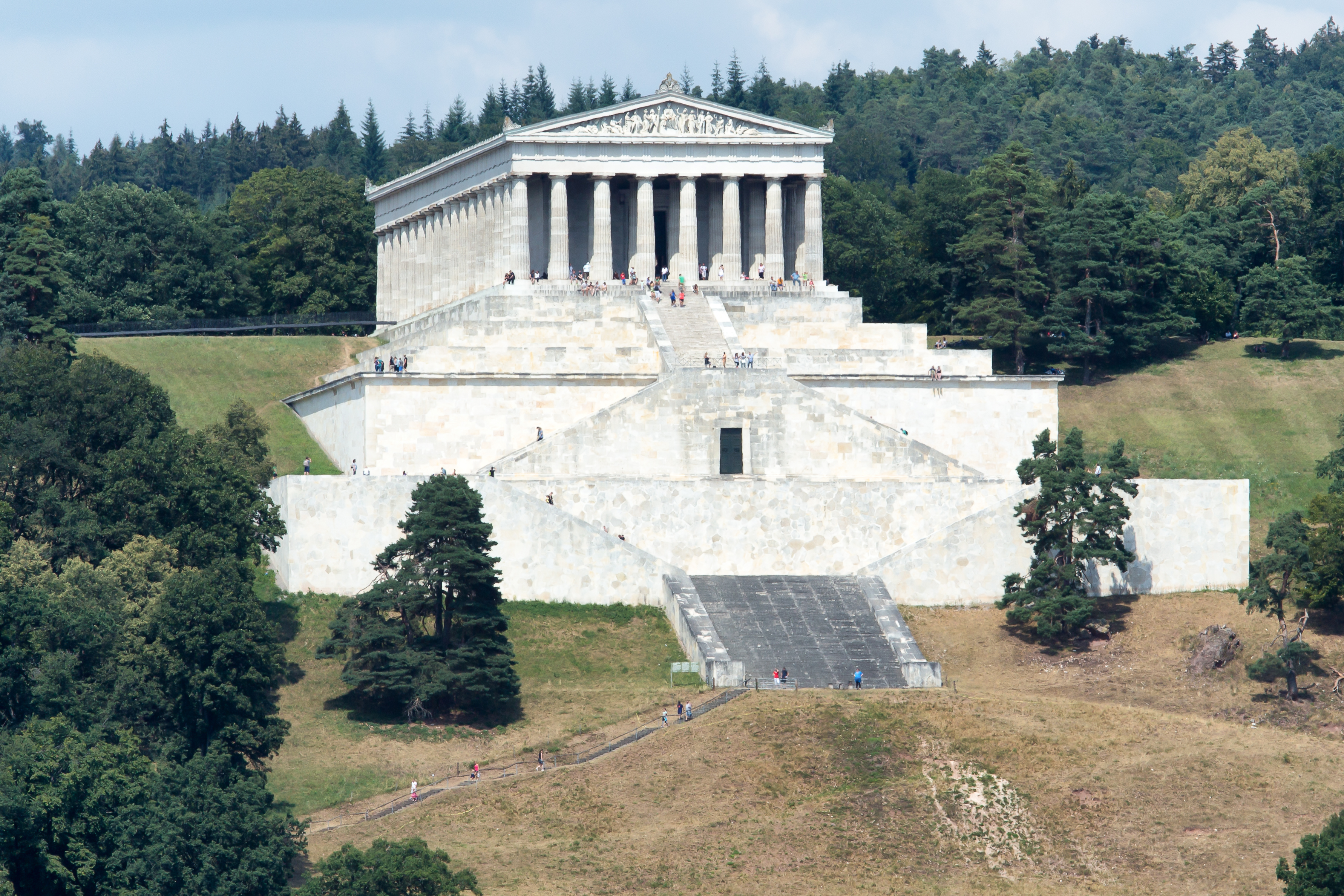
Walhalla, monumento a las glorias alemanas (1830-1842).
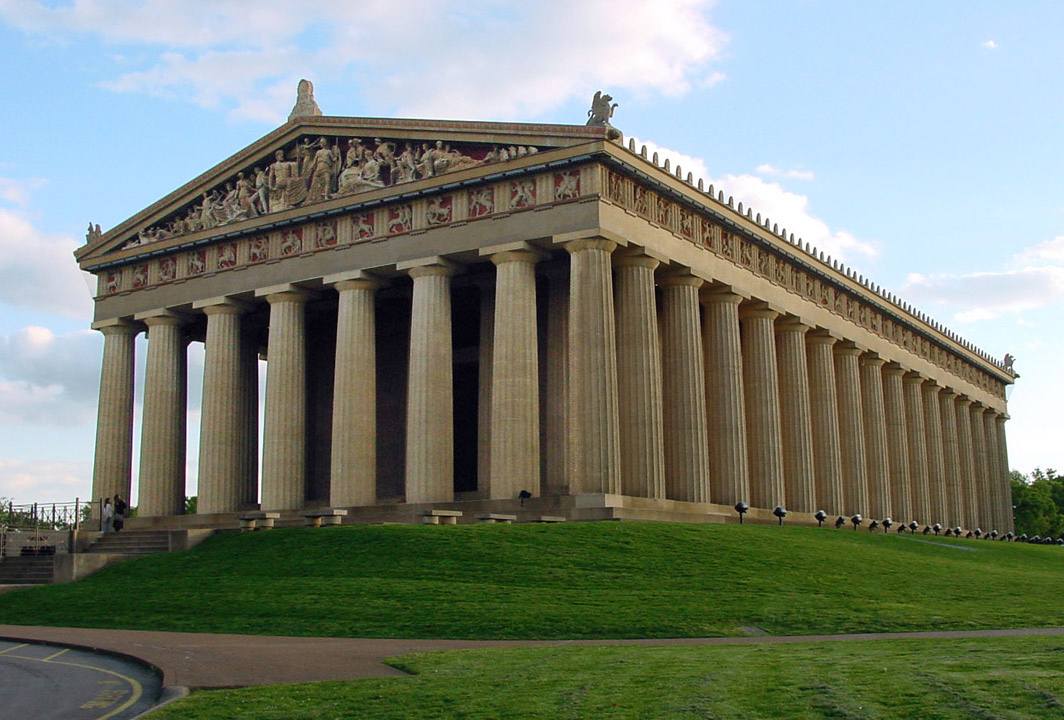
Partenón (Nashville), construido en 1897 para conmemorar el centenario de la unión de Tenesse a los Estados Unidos.

## Galería

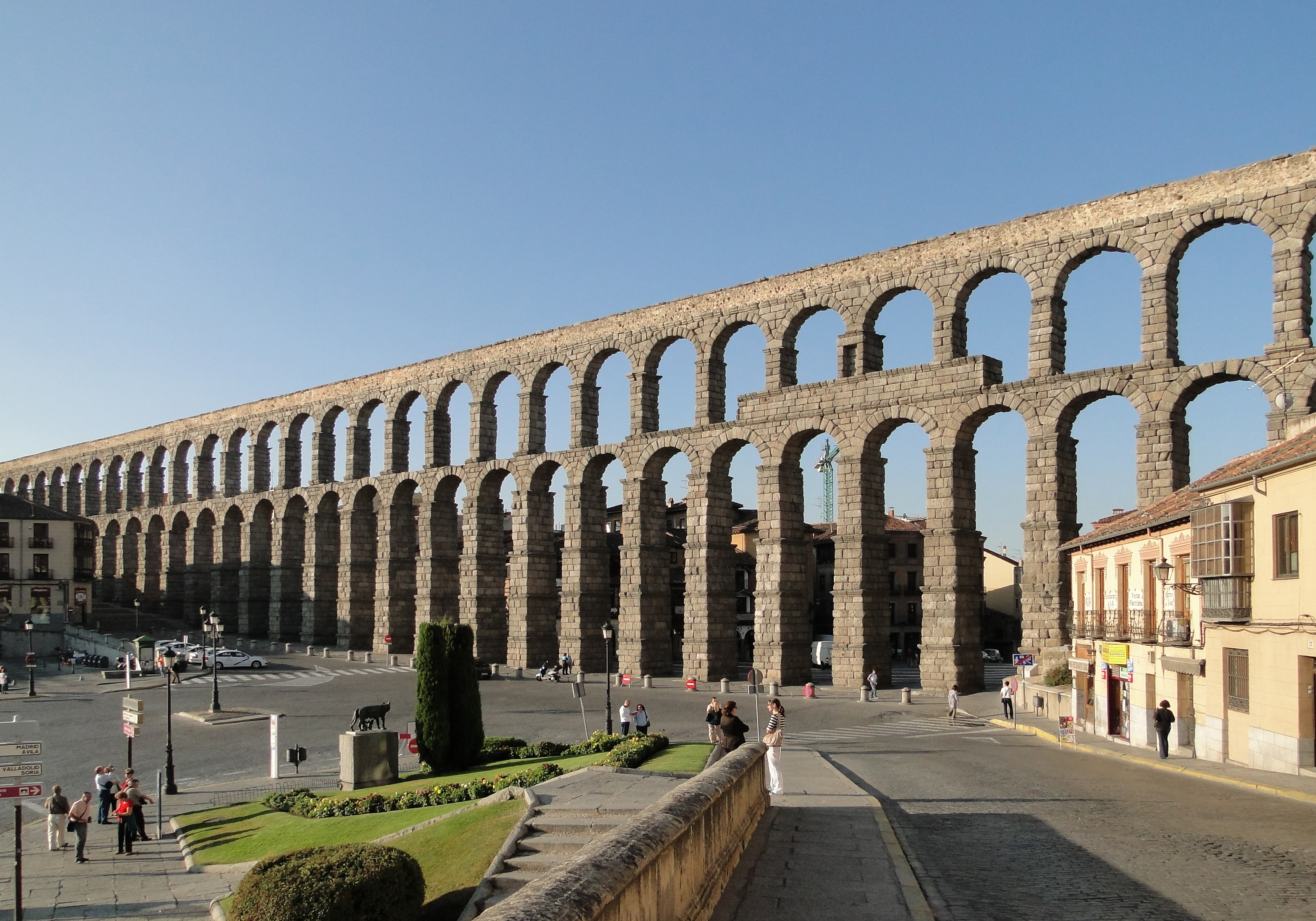
Acueducto de Segovia. Las obras públicas romanas, de naturaleza utilitaria y notables características técnicas, siempre fueron apreciadas por su "monumentalidad".
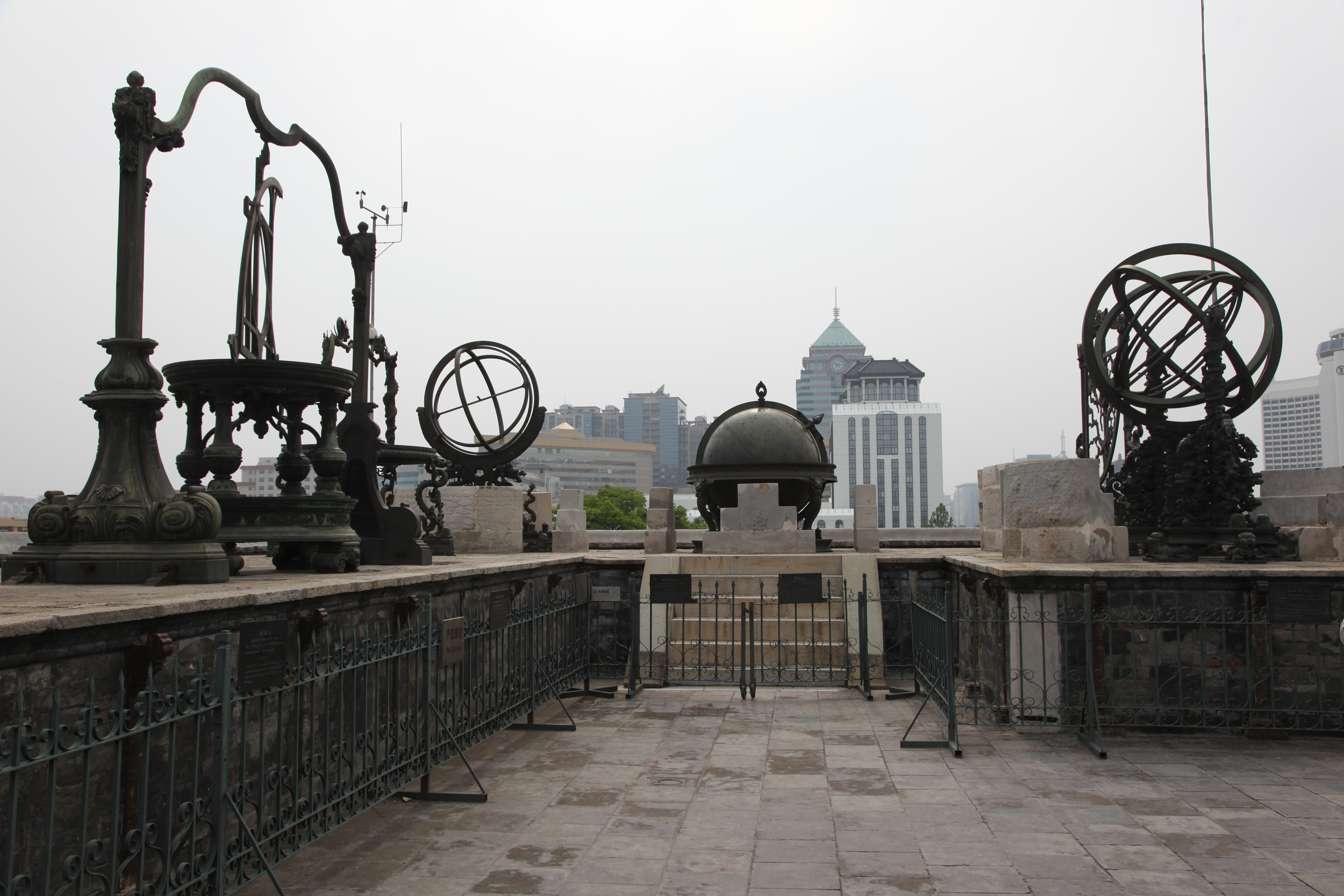
Restos del Antiguo Observatorio de Pekín -web oficial, fuente citada en Beijing Ancient Observatory-.
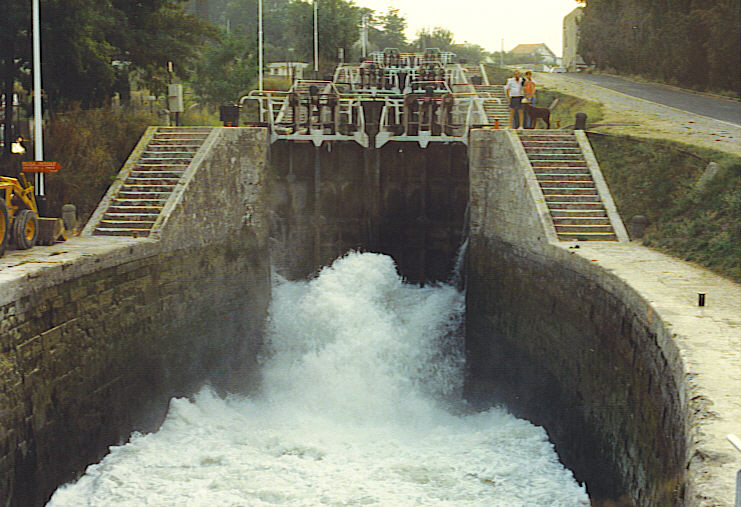
Canal du Midi (Sur de Francia).
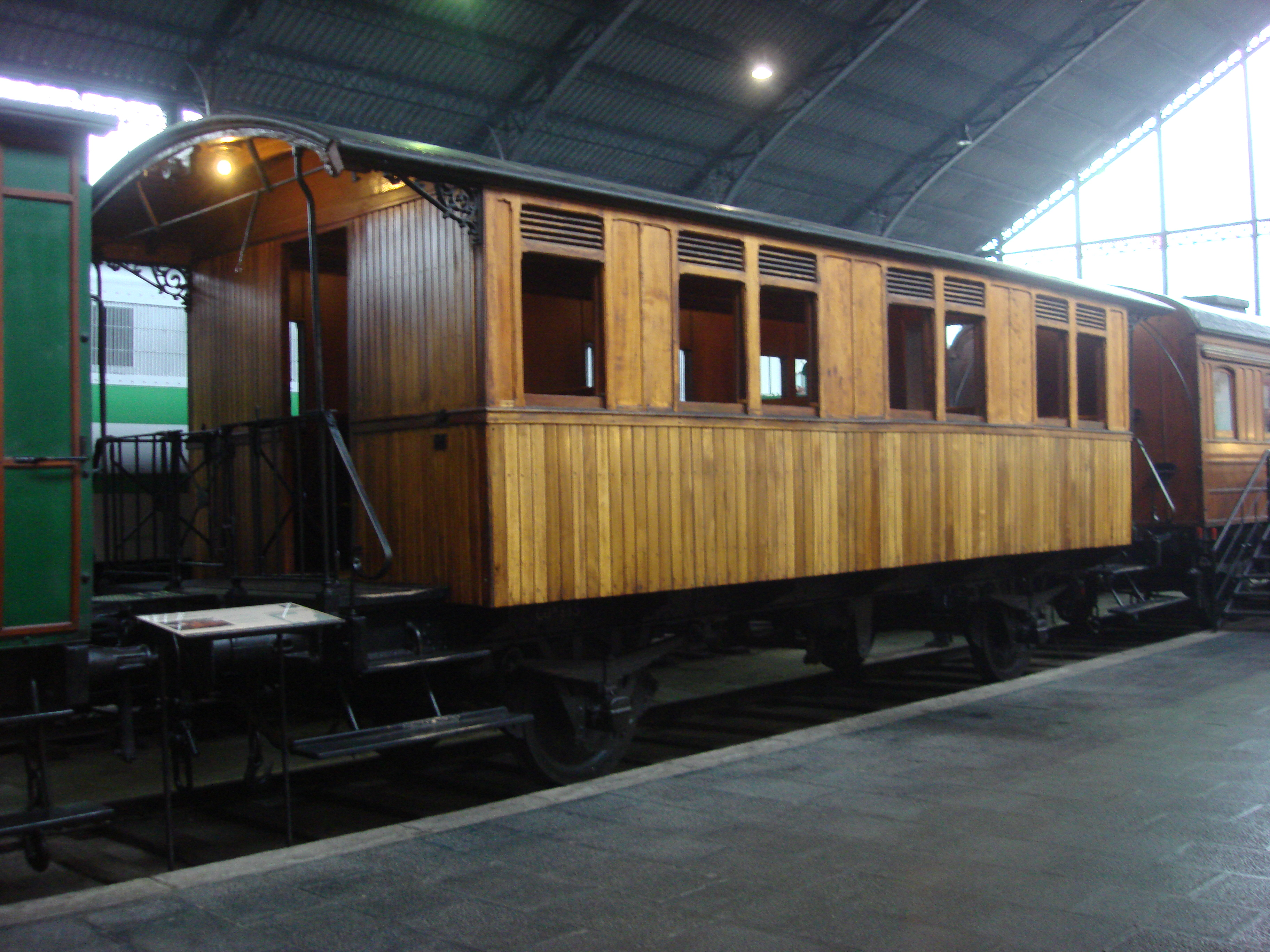
Tecnología ferroviaria exhibida en el Museo del Ferrocarril (antigua estación de Delicias, Madrid).
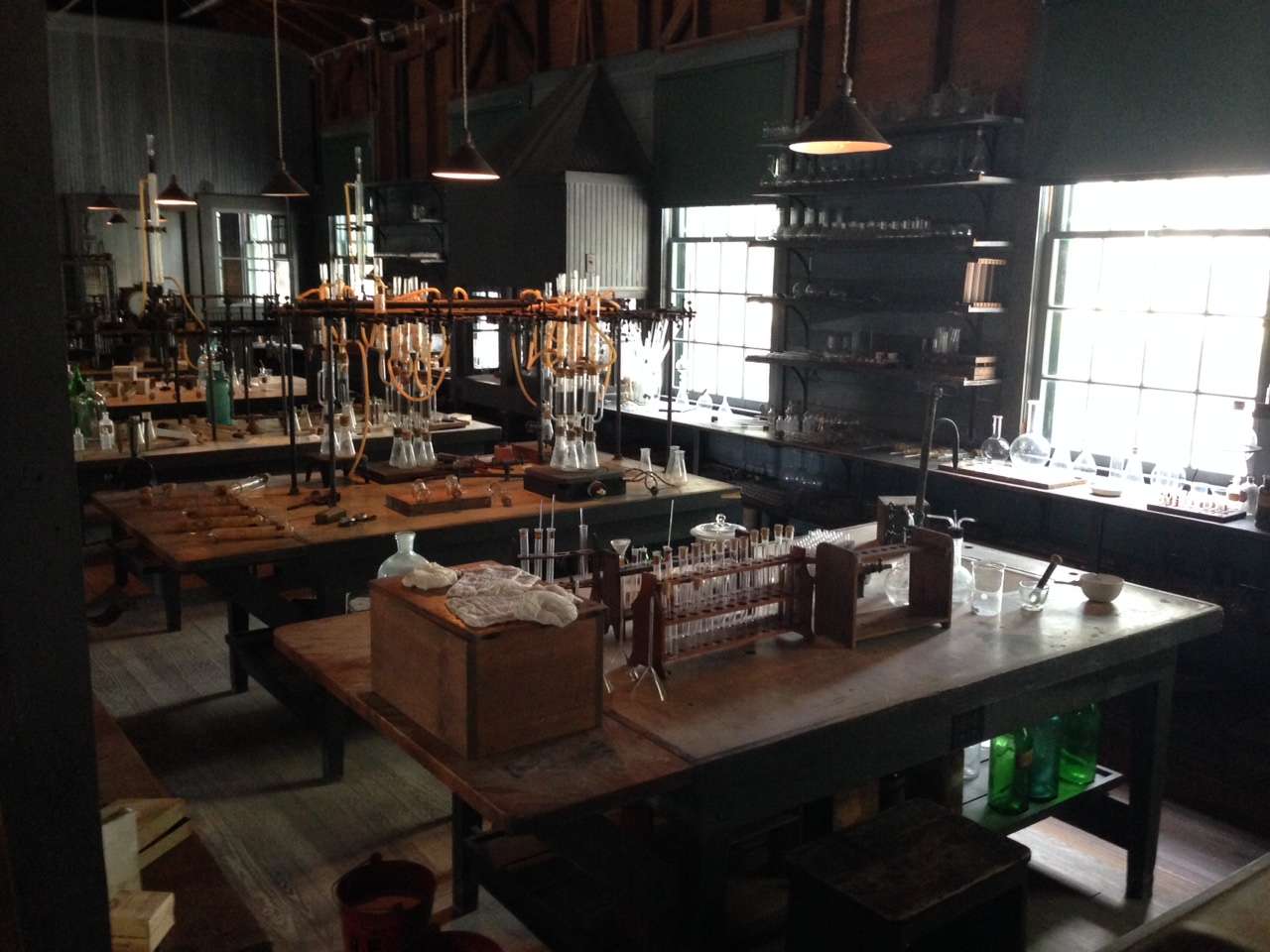
Laboratorio de Edison.
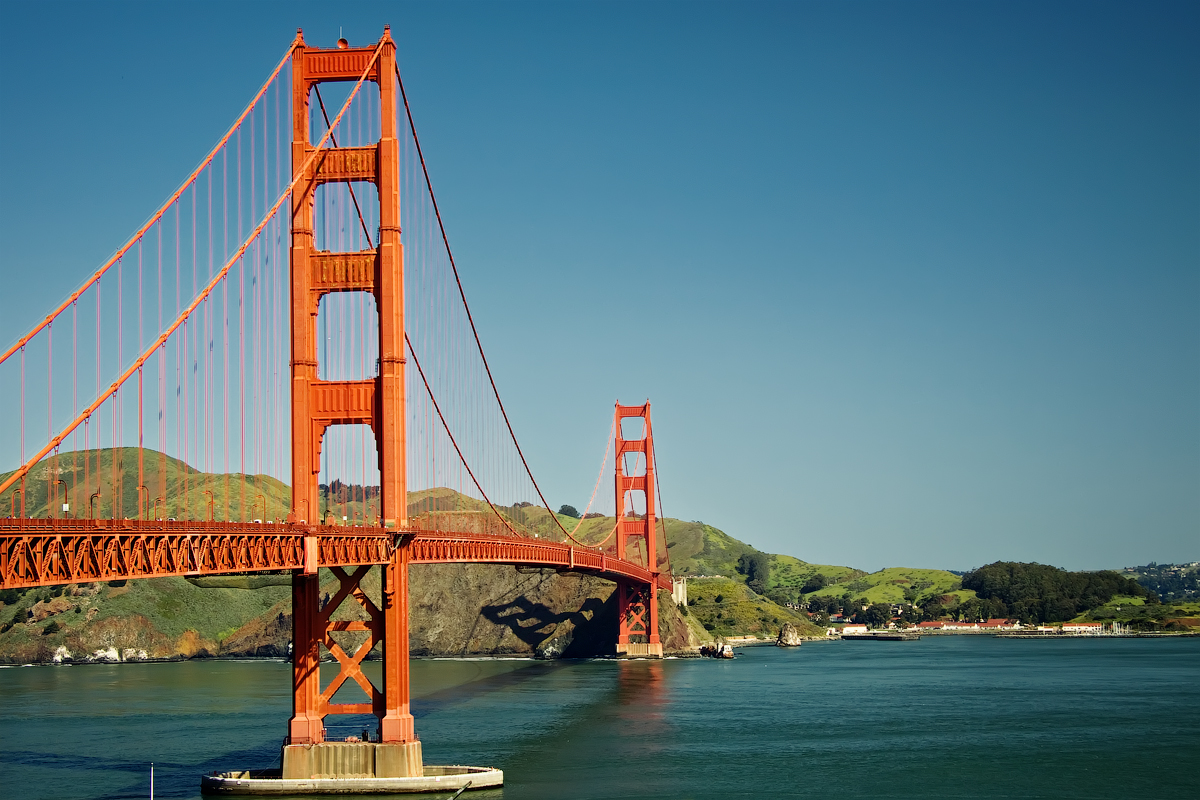
Golden Gate (San Francisco).
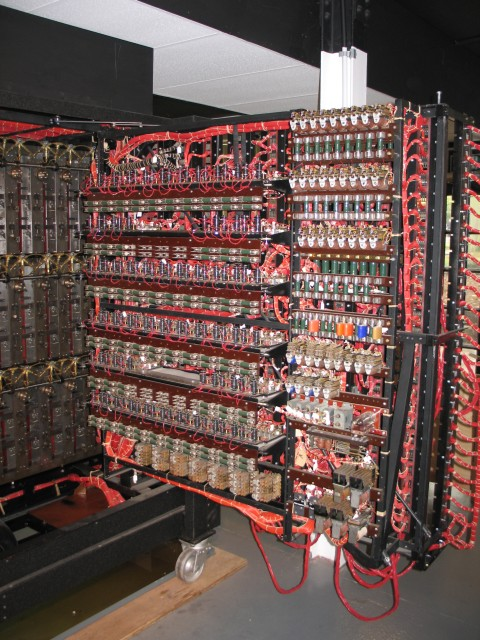
"Bomba de Turing" en Bletchley Park.
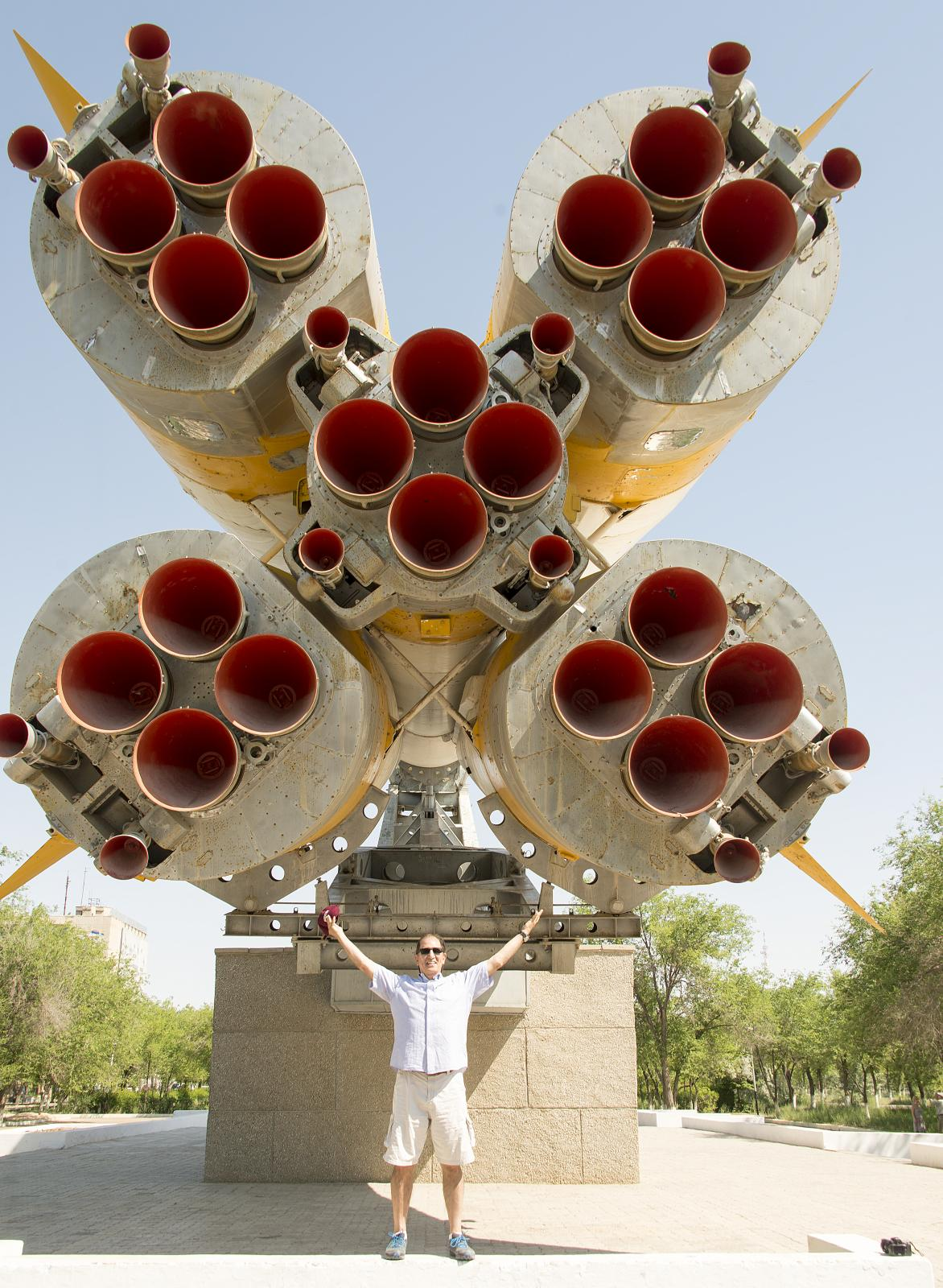
Tecnología espacial soviética exhibida en el Cosmódromo de Baikonur.
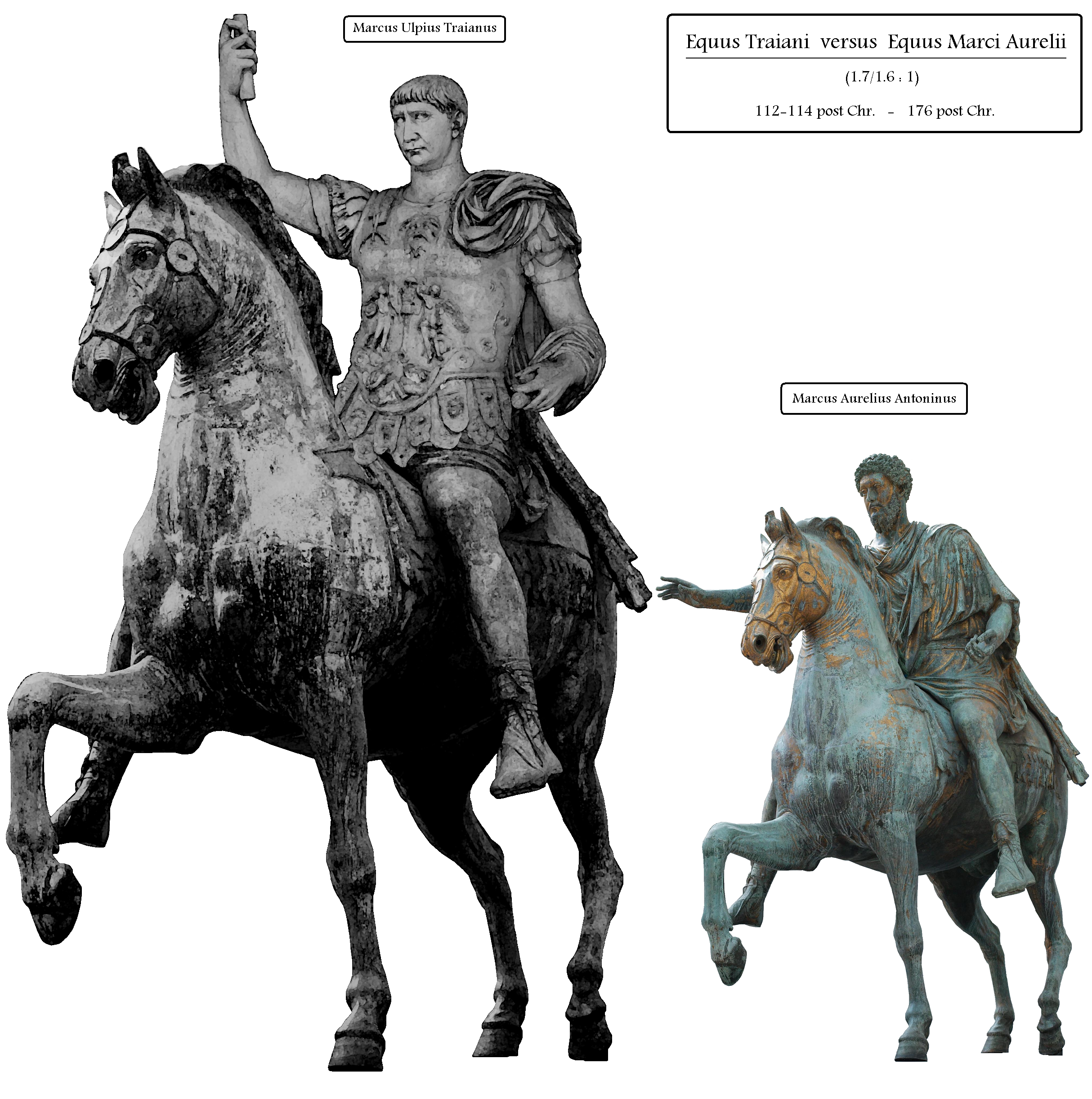
Comparación del posible aspecto y dimensiones de la desaparecida estatua ecuestre de Trajano[26] con la estatua ecuestre de Marco Aurelio.
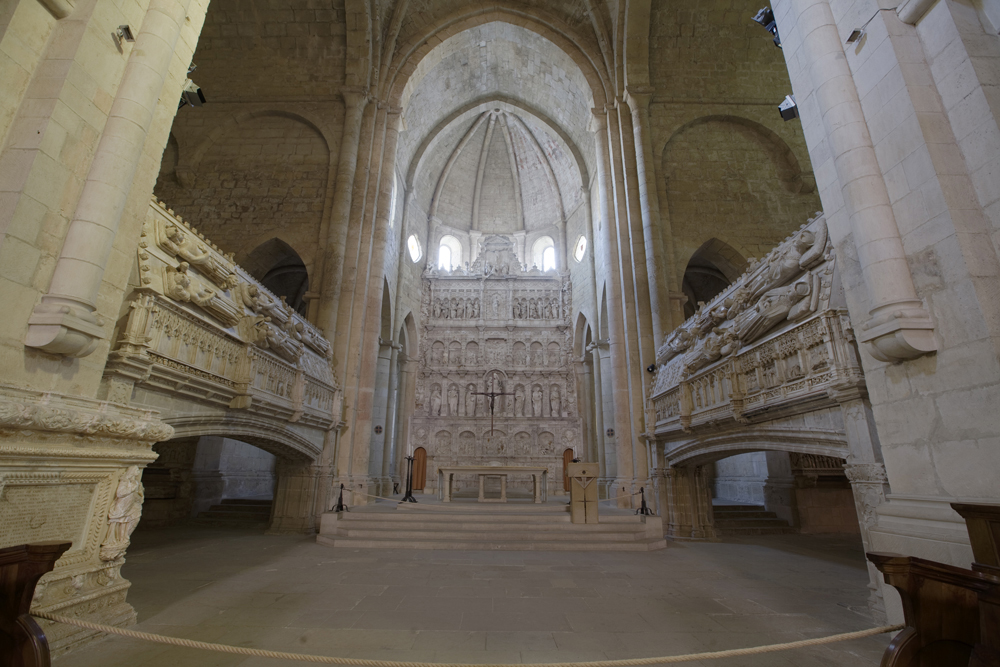
Tumbas de los reyes de Aragón en la iglesia del monasterio de Poblet.
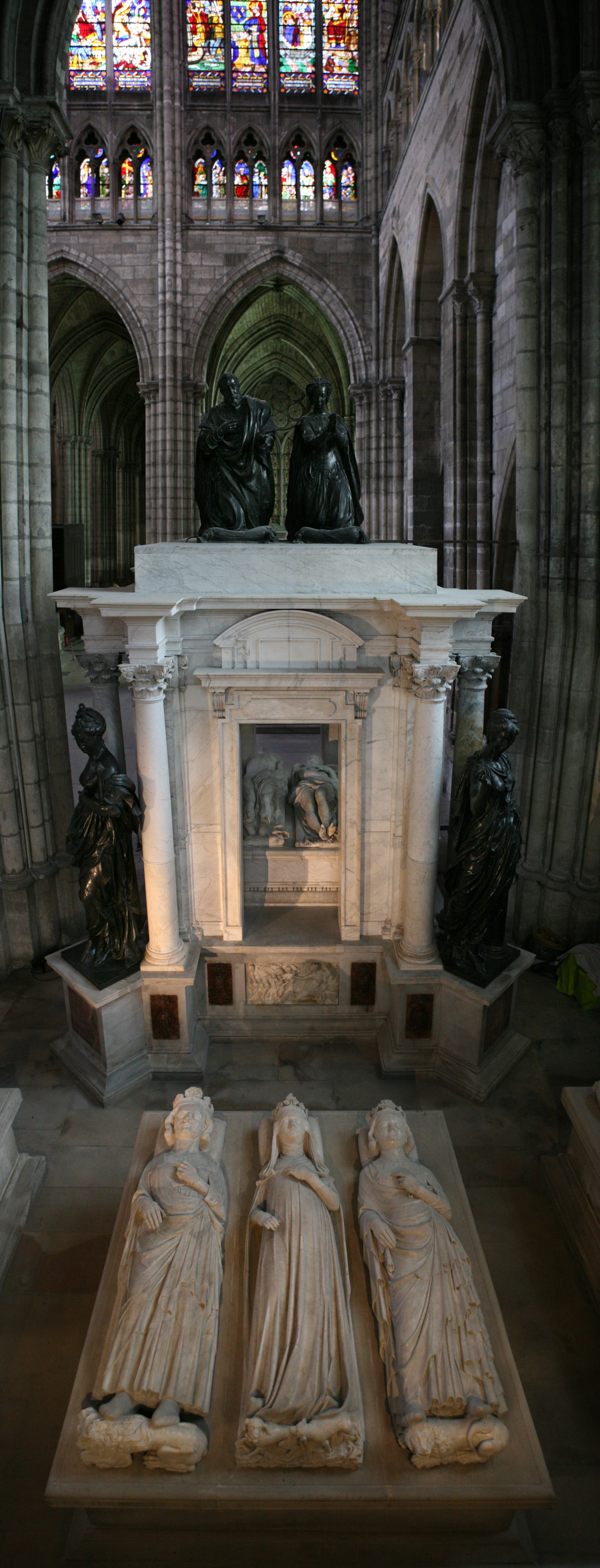
Monumento funerario de los reyes de Francia Enrique II y Catalina de Médicis en la basílica de Saint Denis.
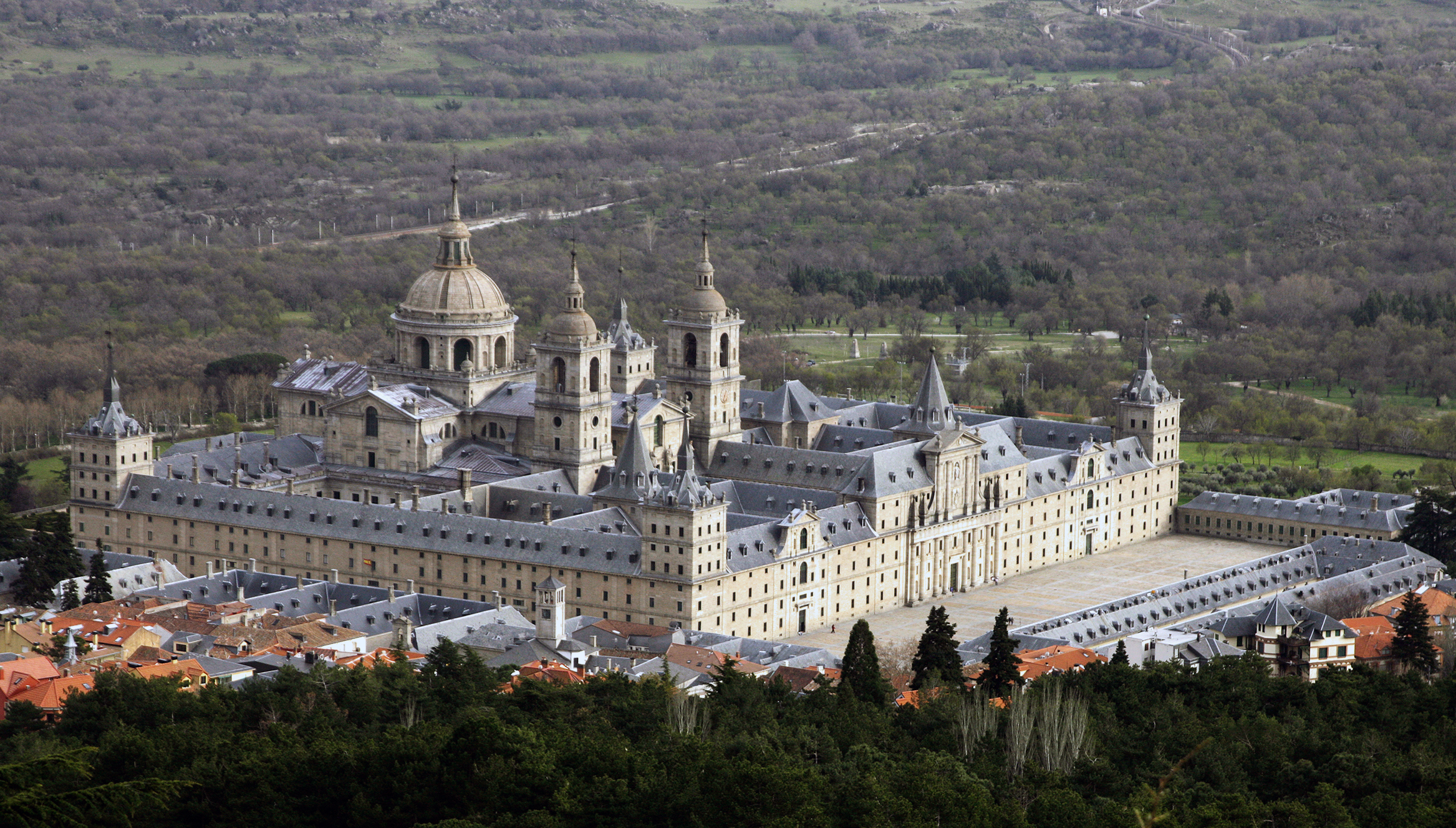
Conjunto monumental de El Escorial, concebido por Felipe II como palacio, monasterio y panteón de los reyes de España.
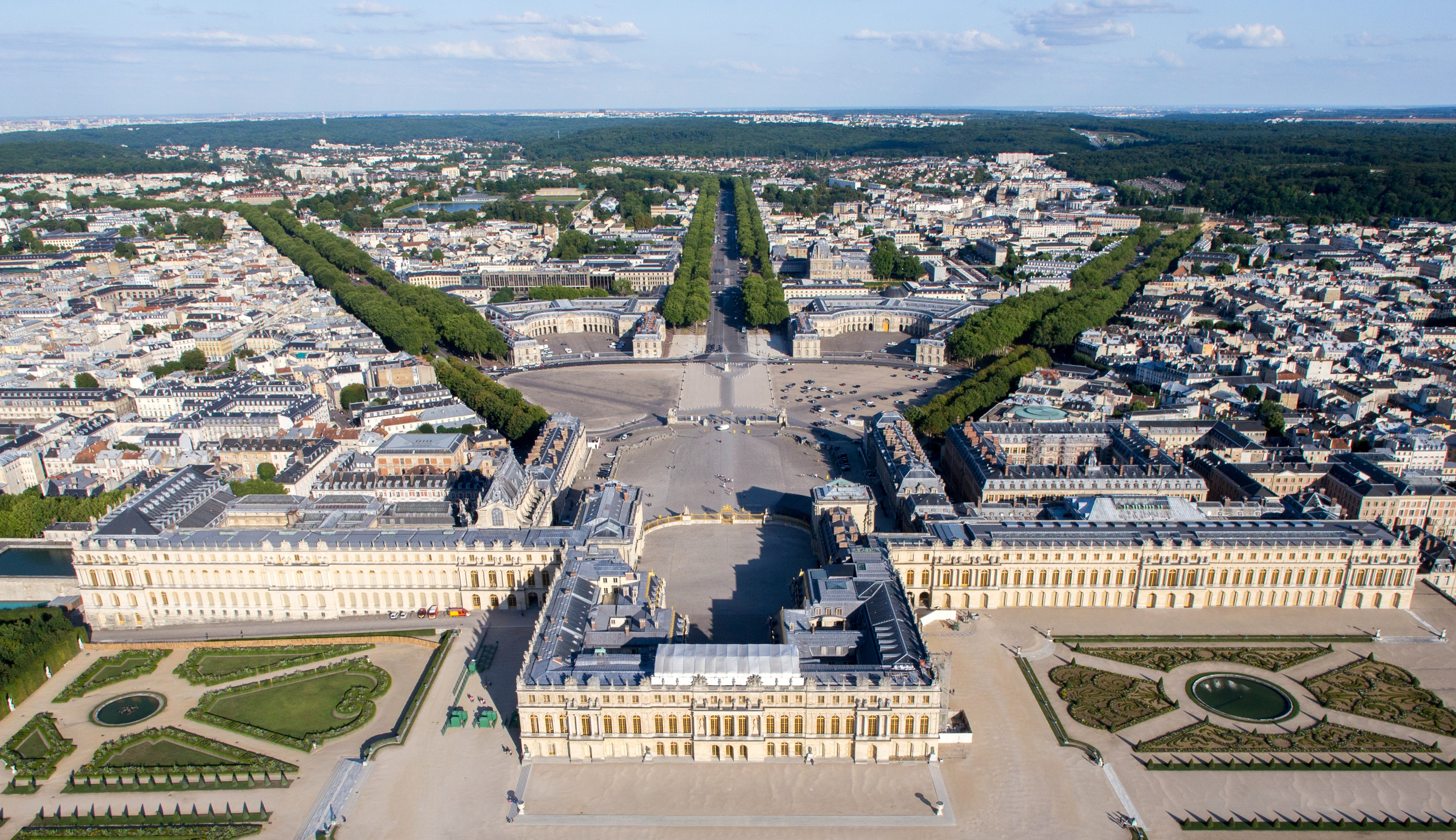
Palacio de Versalles, concebido por Luis XIV como espacio monumental donde desplegar su grandeur ante la corte francesa.
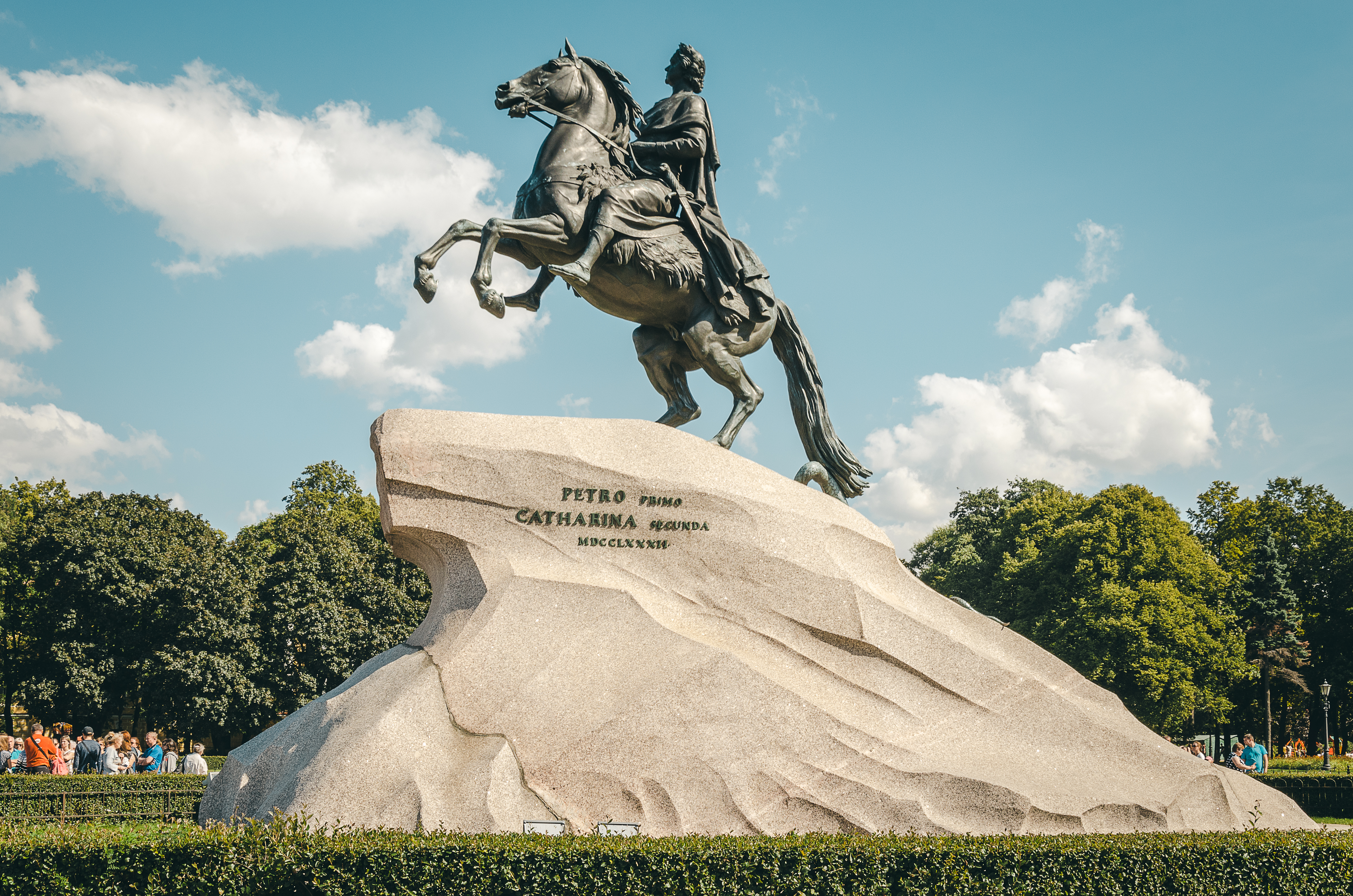
El llamado "Caballero de bronce", monumento a Pedro el Grande de Rusia en San Petersburgo, que a su vez es una ciudad monumental concebida por este zar.
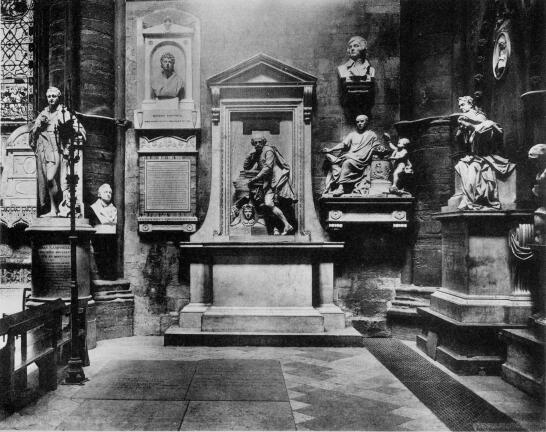
Poets' Corner ("Rincón de los poetas"), uno de los lugares de la abadía de Westminster que alojan monumentos funerarios de personajes destacados.
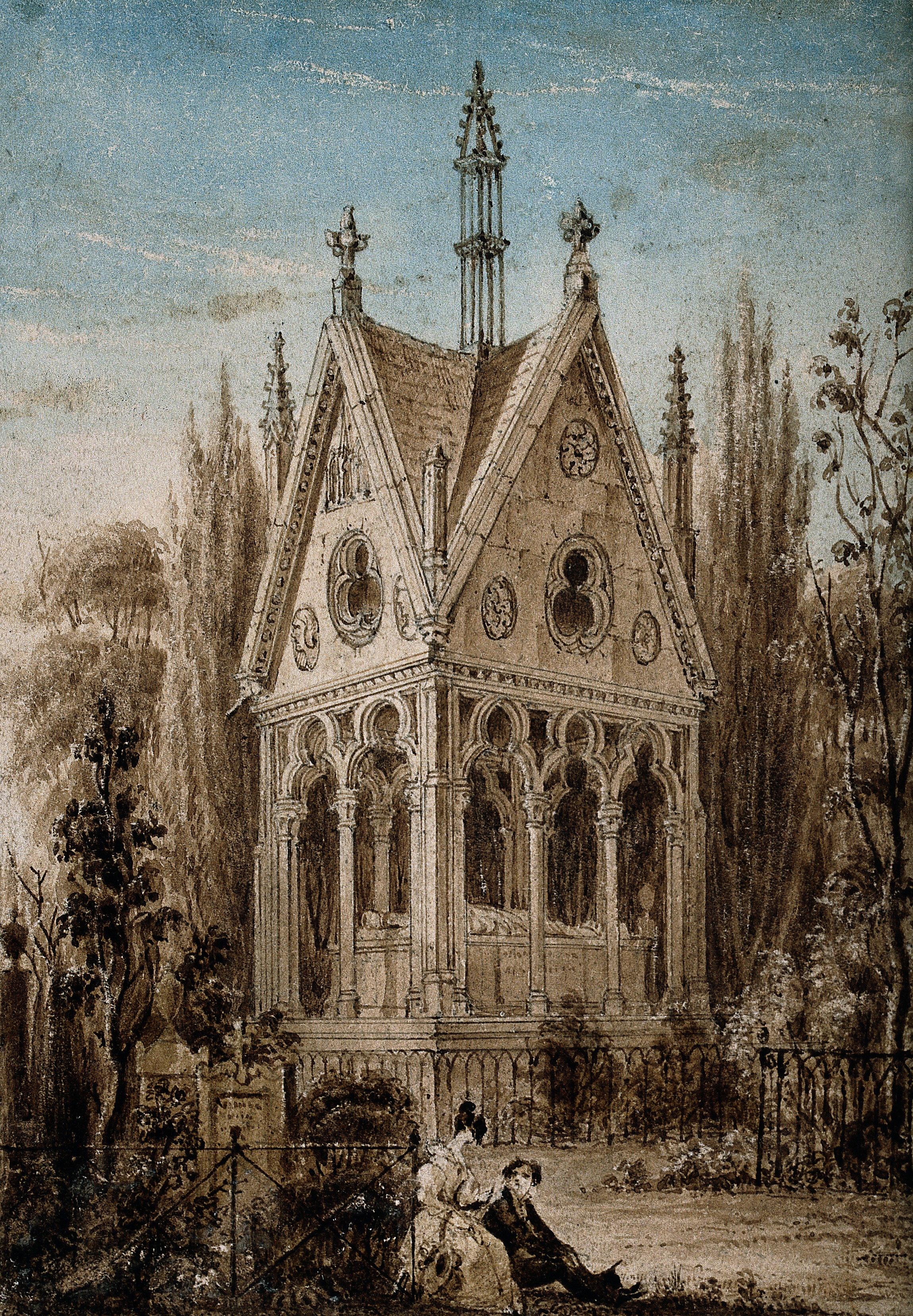
Monumento funerario de Abelardo y Eloísa[28] en el cementerio de Père Lachaise.
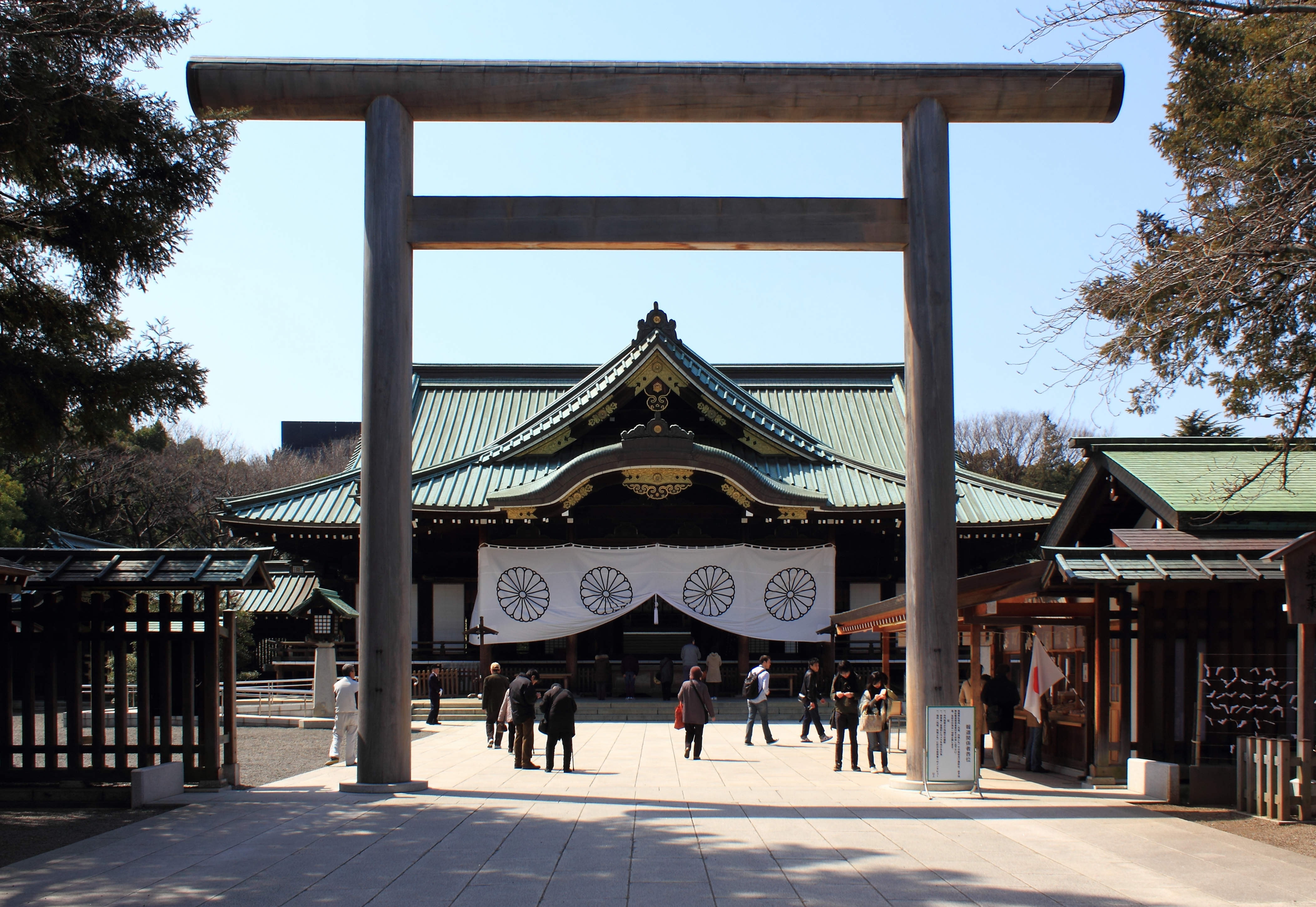
Santuario Yasukuni (Tokio).
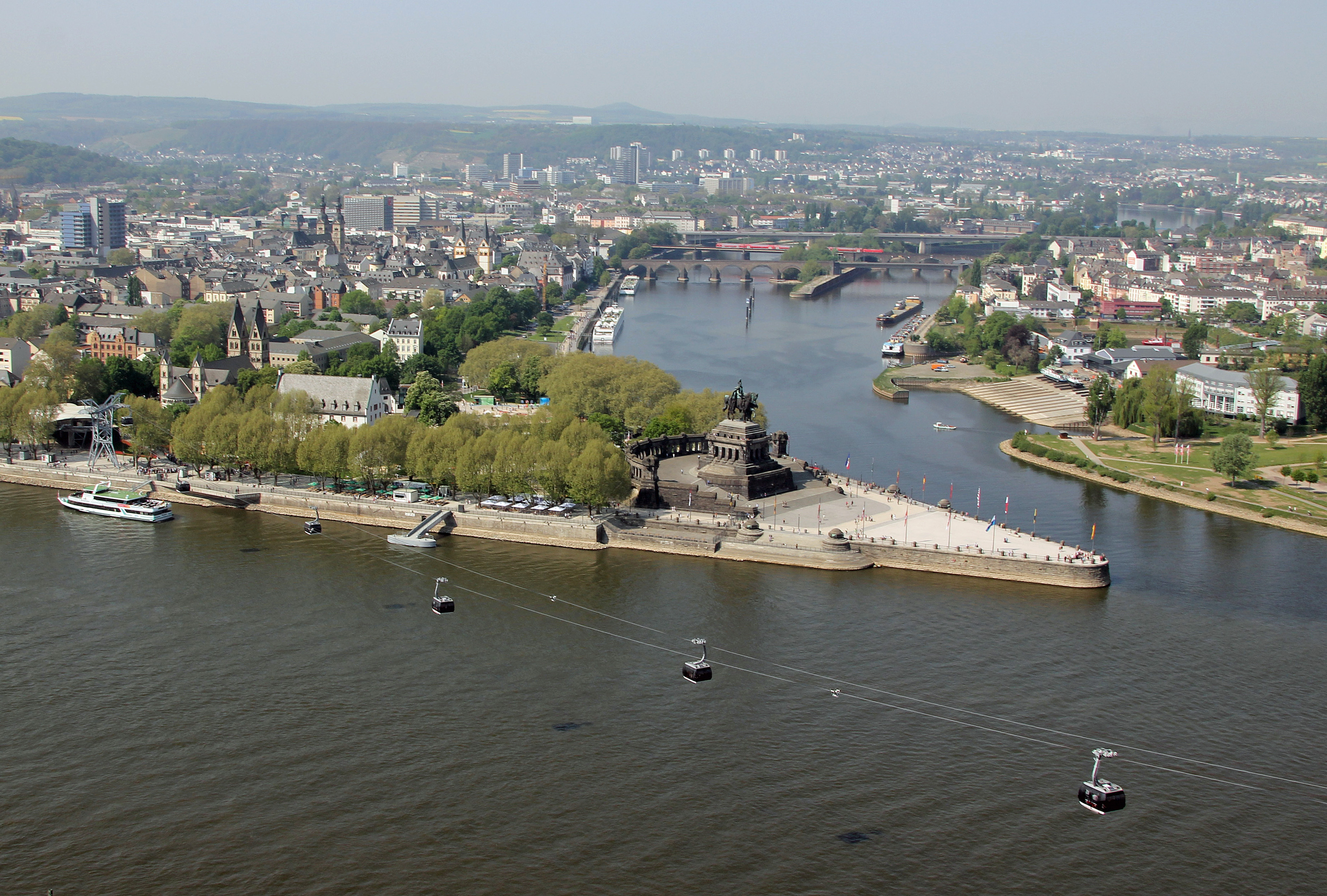
Coblenza#El monumento del Deutsches Eck.
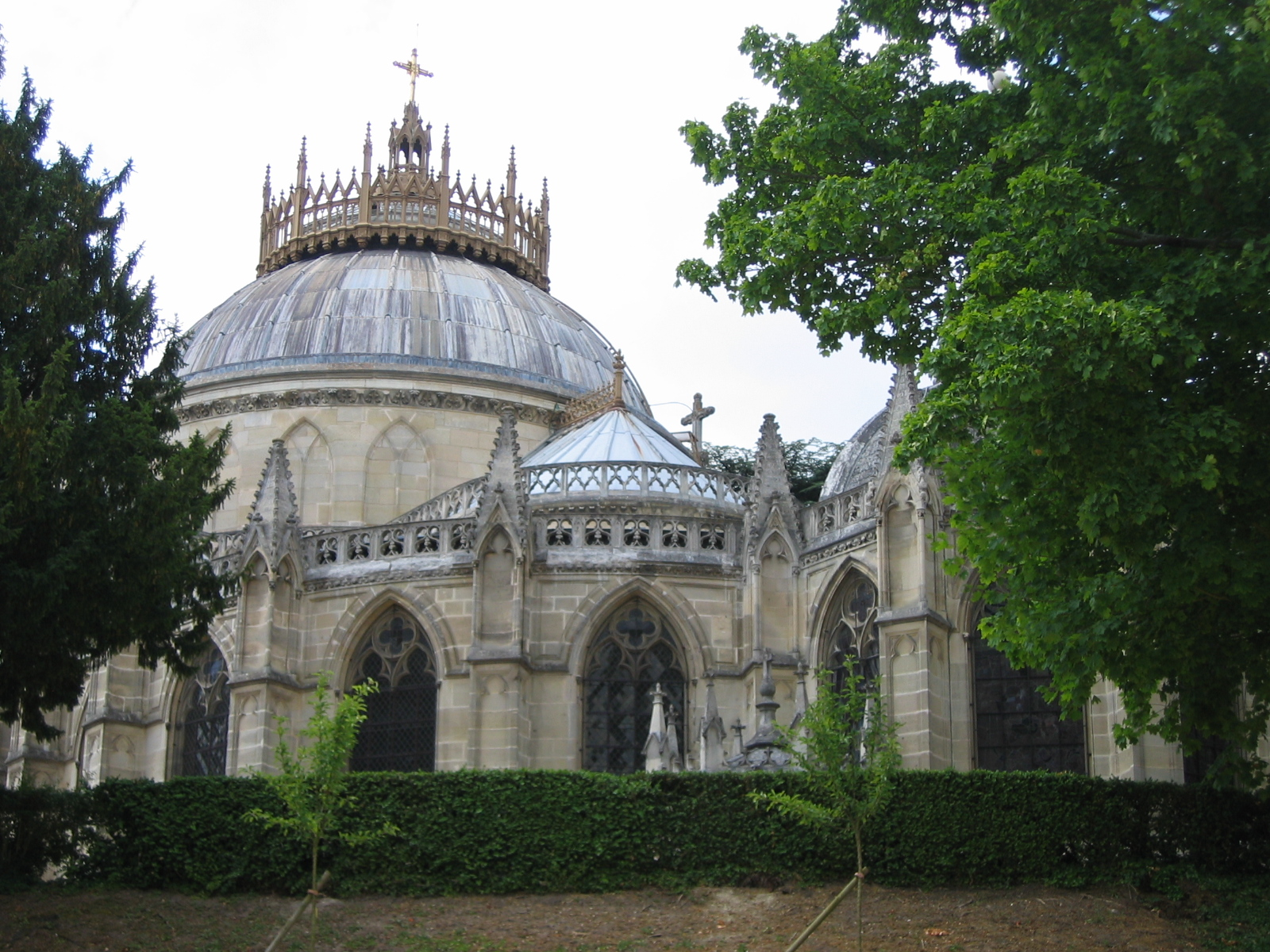
Capilla real de Dreux.
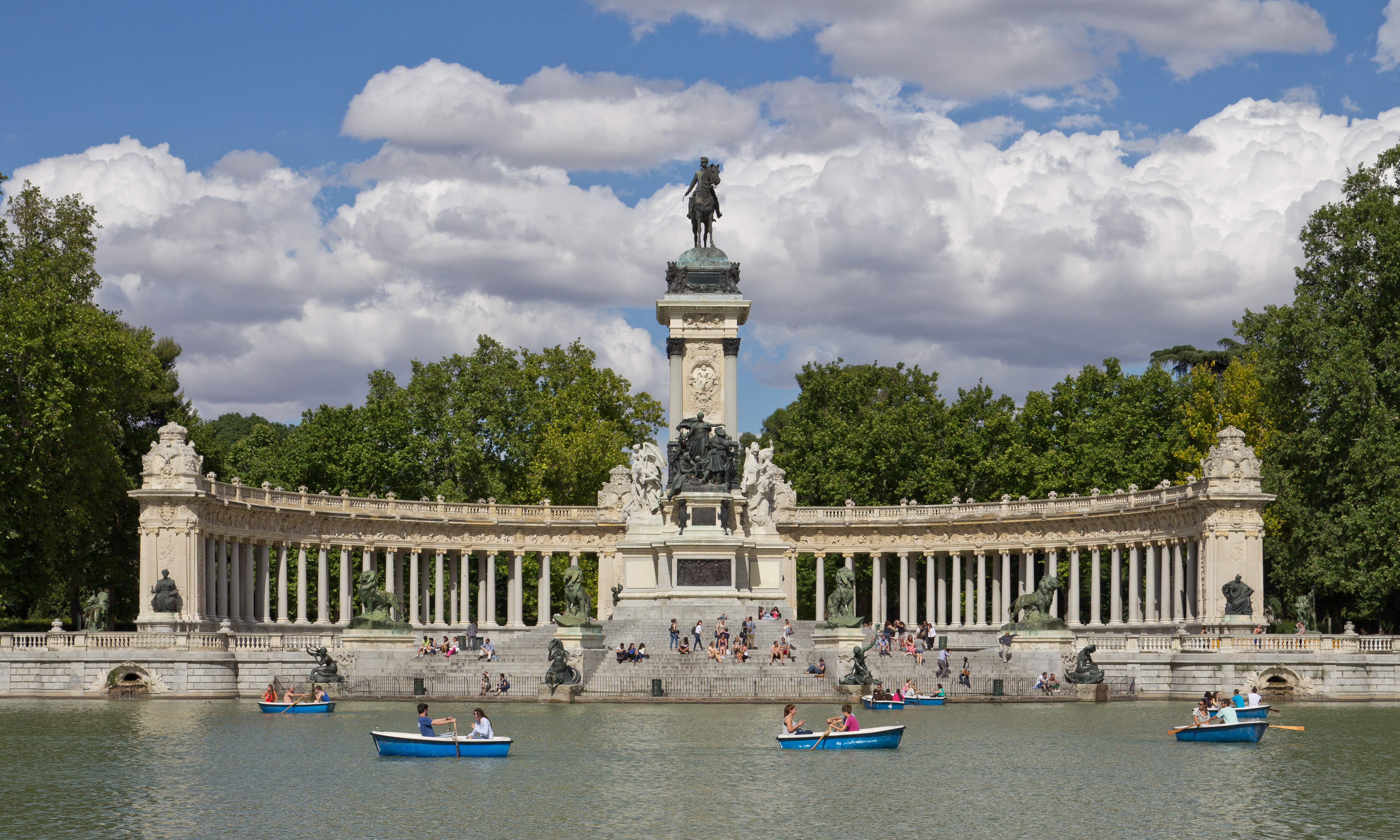
Monumento a Alfonso XII (Parque del Retiro, Madrid).
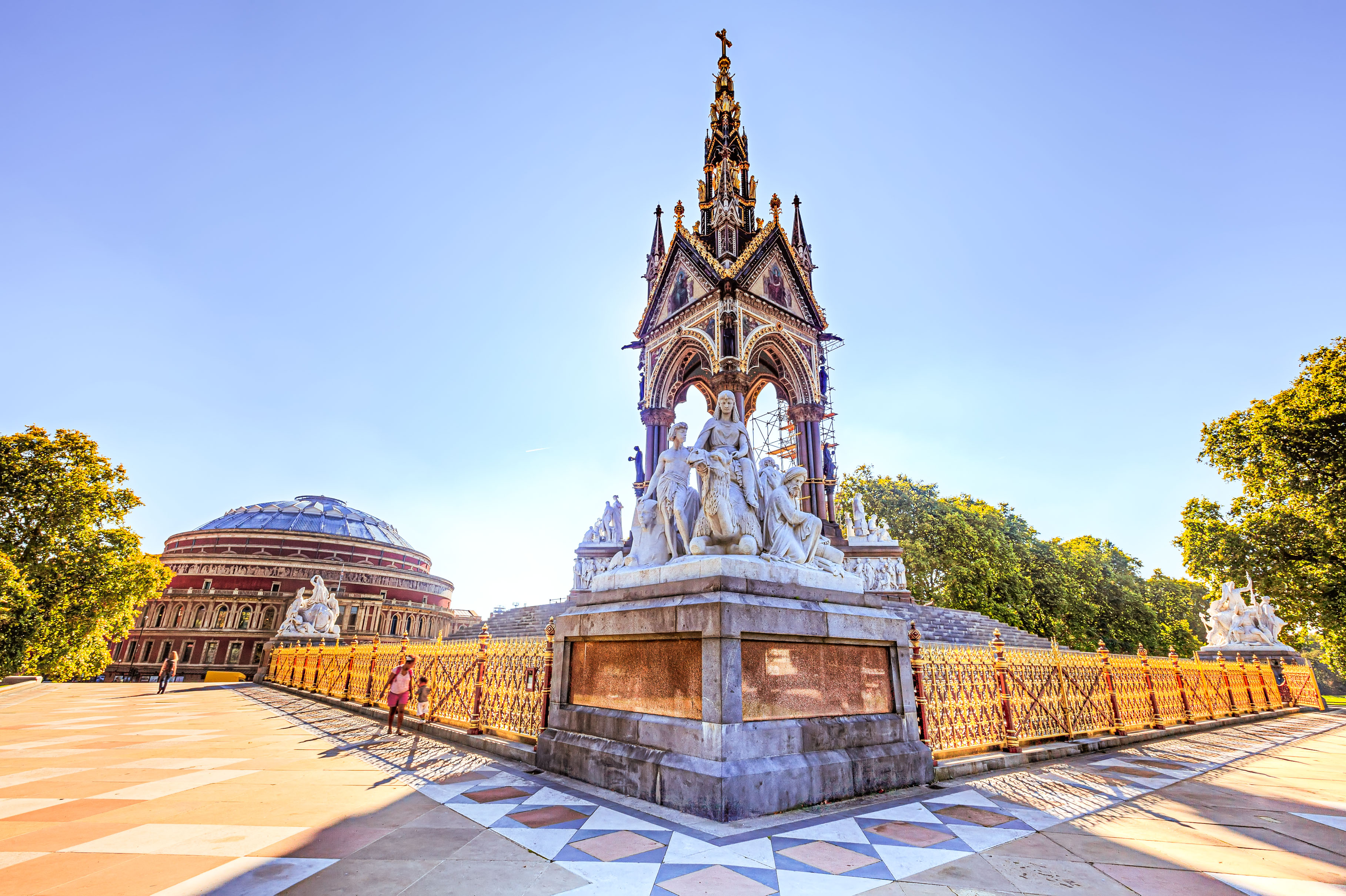
Albert Memorial (Londres).
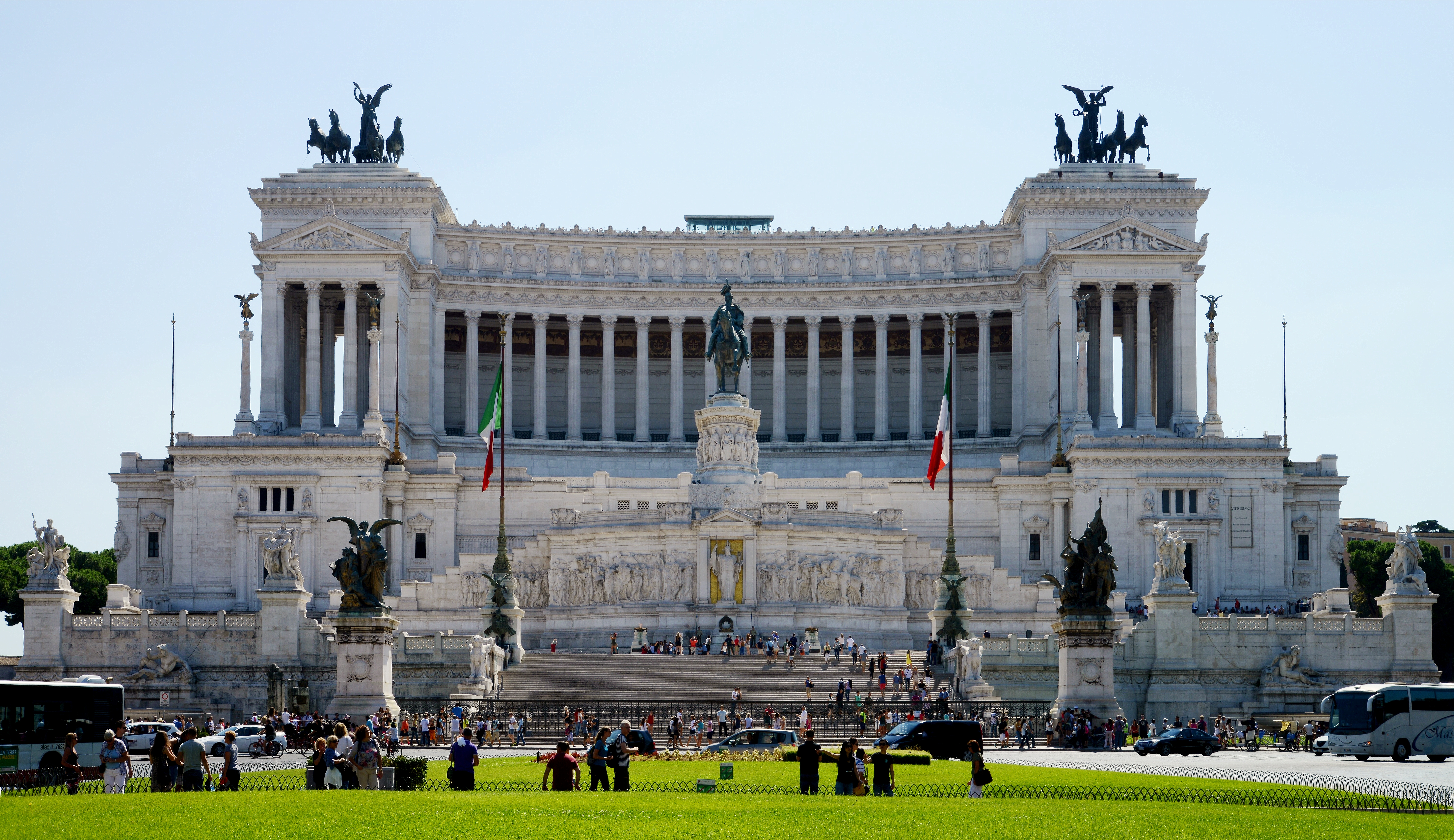
Monumento a Víctor Manuel II o Altar de la Patria (Roma).
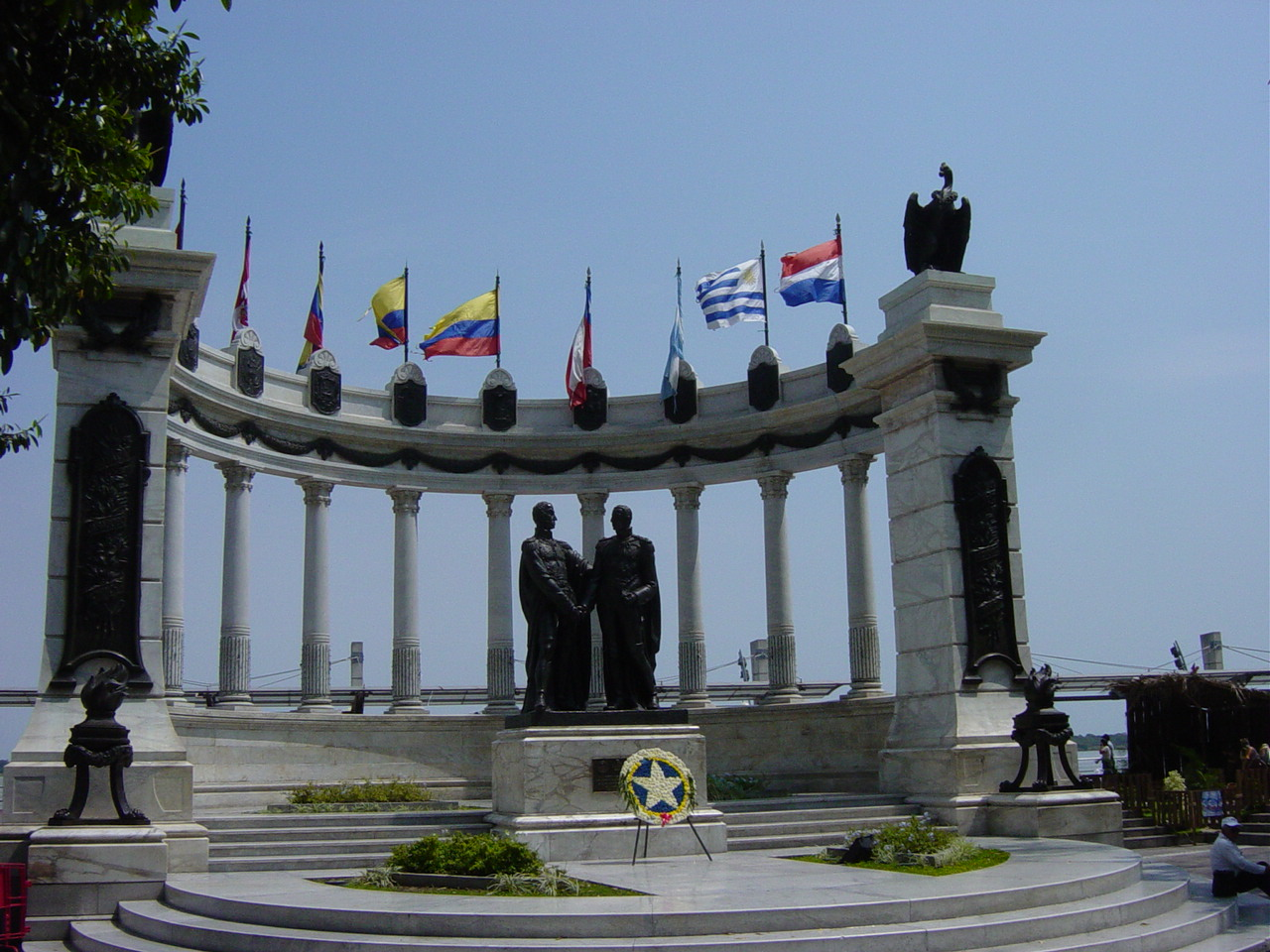
Monumento a los libertadores (Guayaquil).
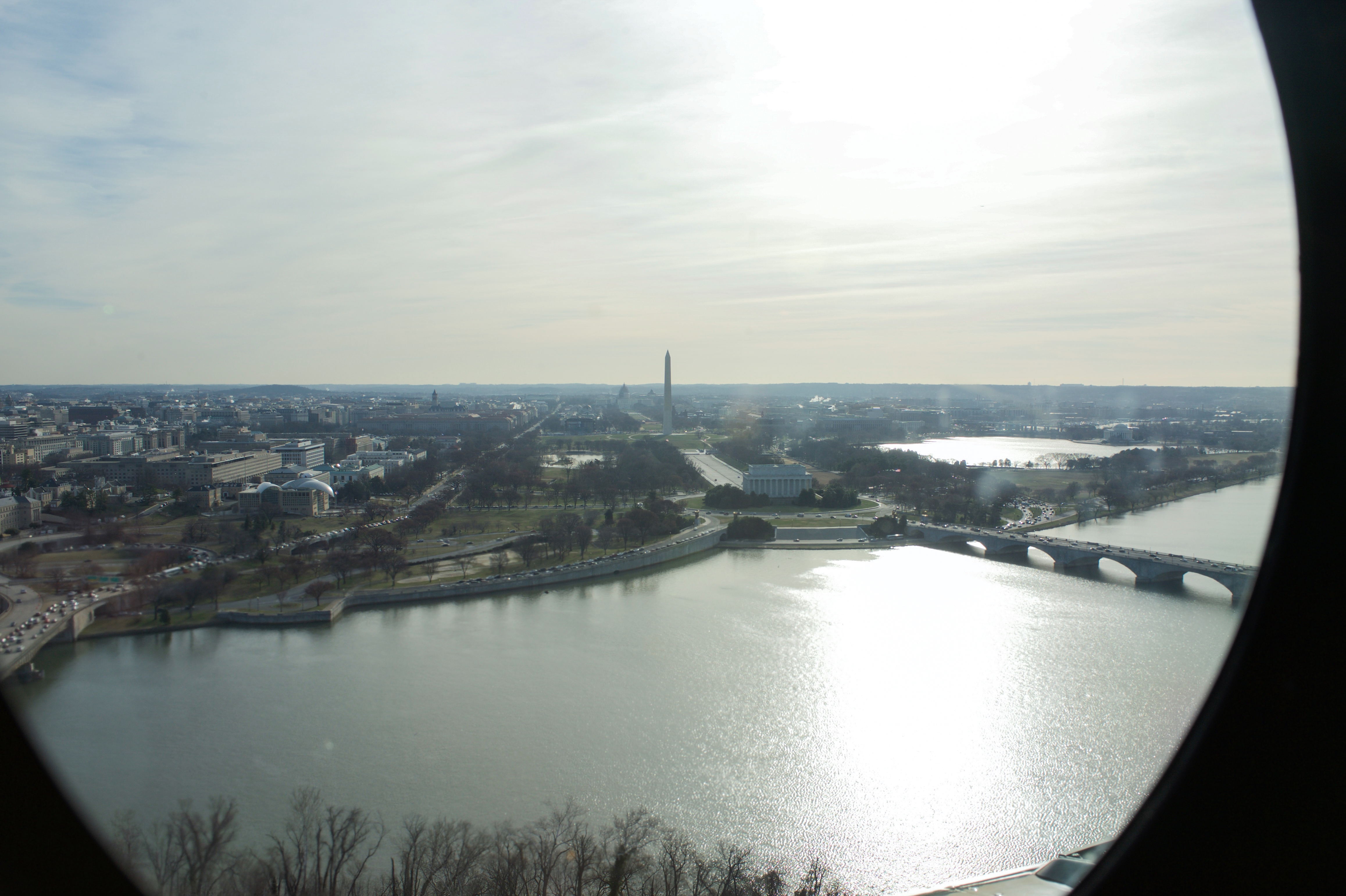
Conjunto monumental de Washington D. C. (alineados, el Monumento a Lincoln el Monumento a Washington y el Capitolio).
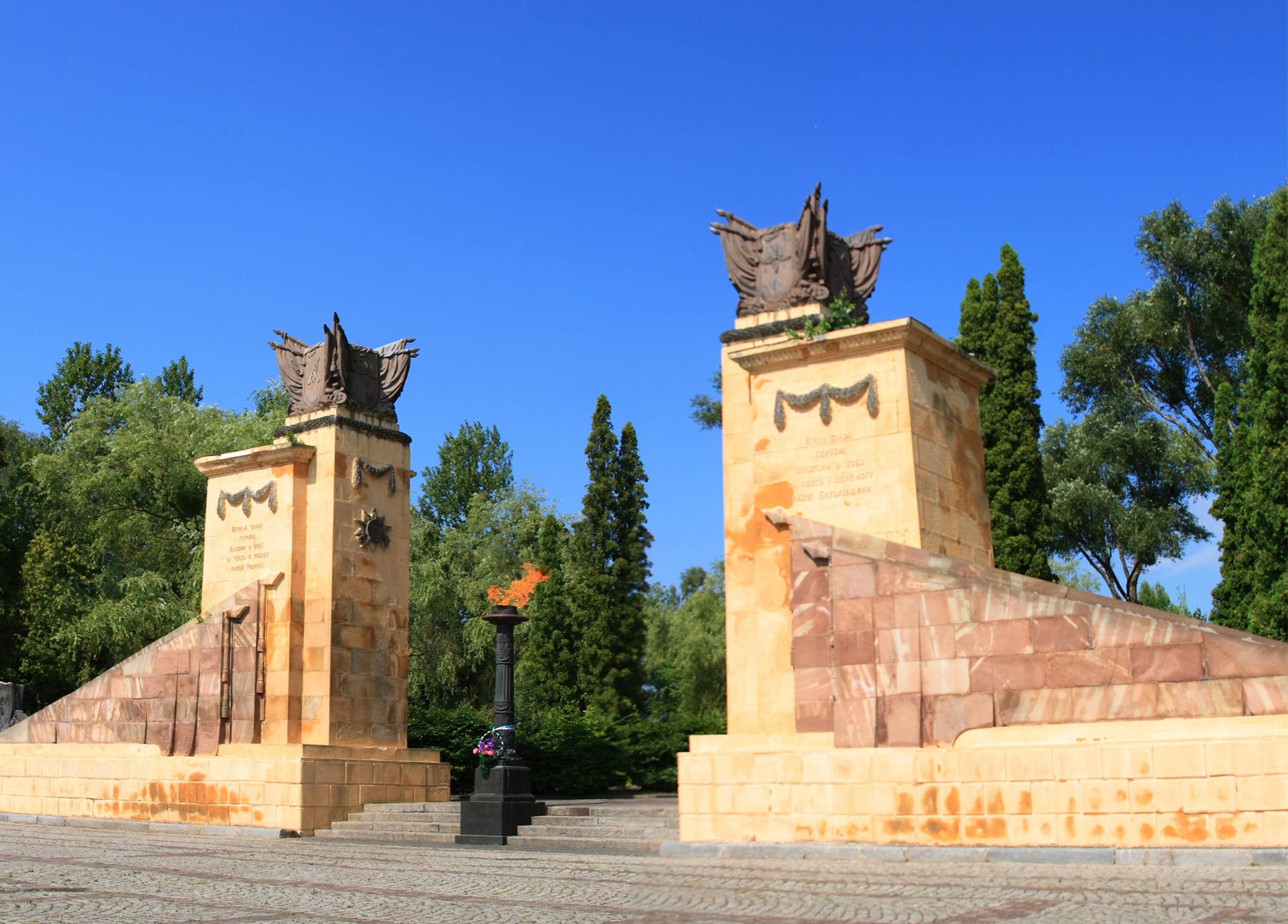
Colina de la Gloria (Leópolis).
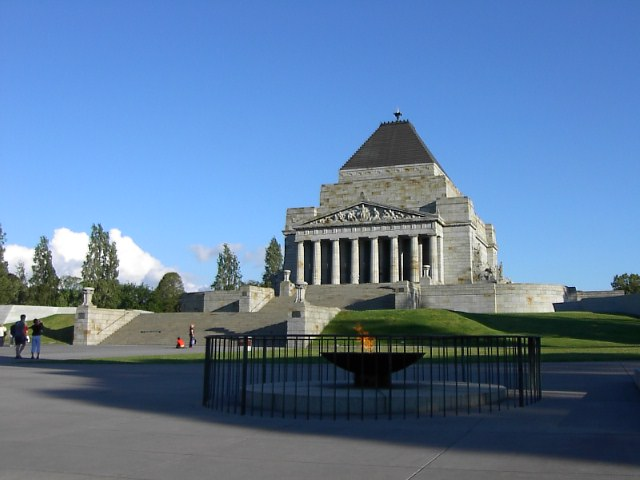
Shrine of Remembrance (Melbourne).
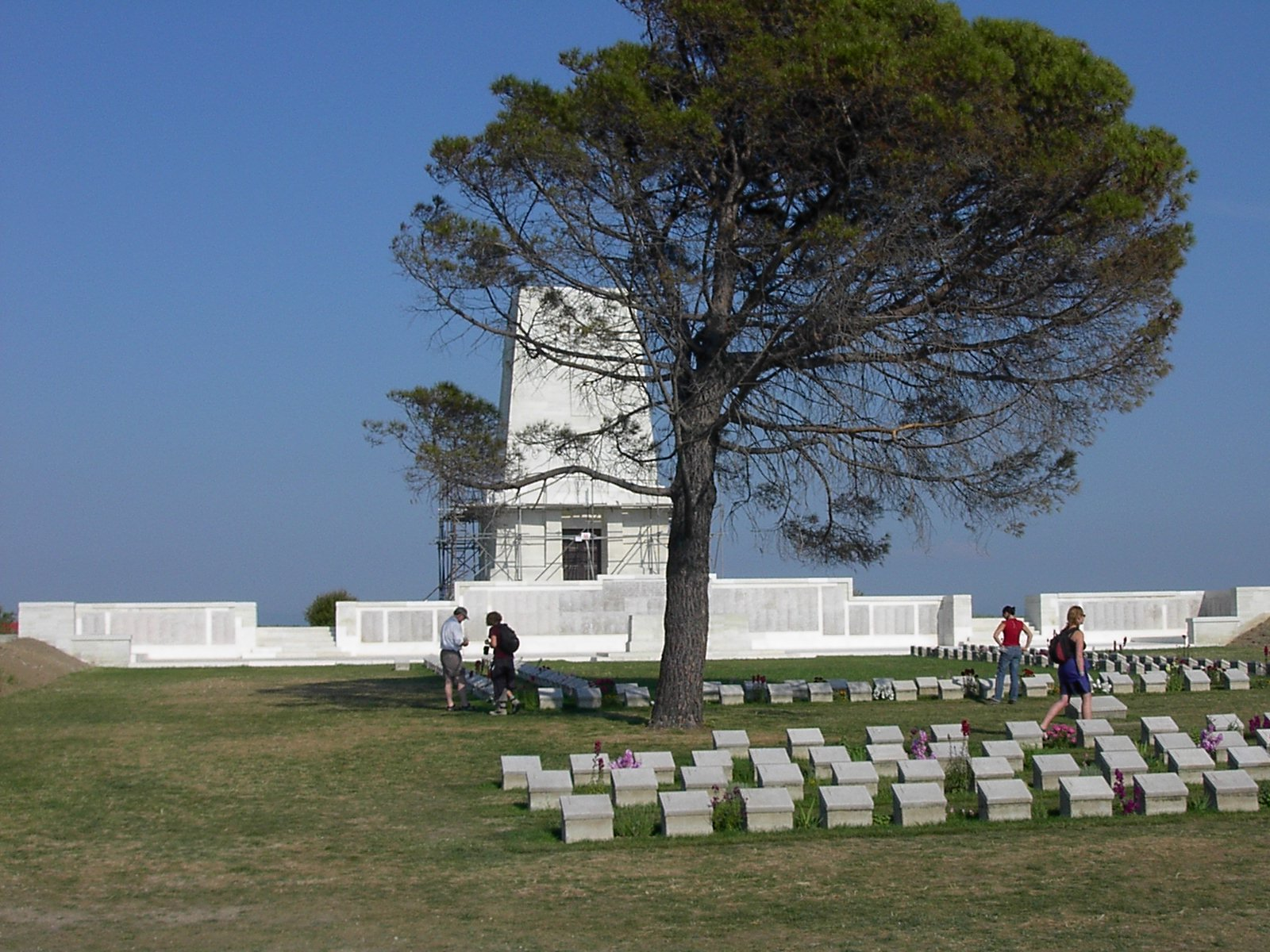
El llamado "Pino Solitario" (Lone Pine)[29] ante el cementerio y monumento a los caídos en la batalla del Pino Solitario (Gallípoli).
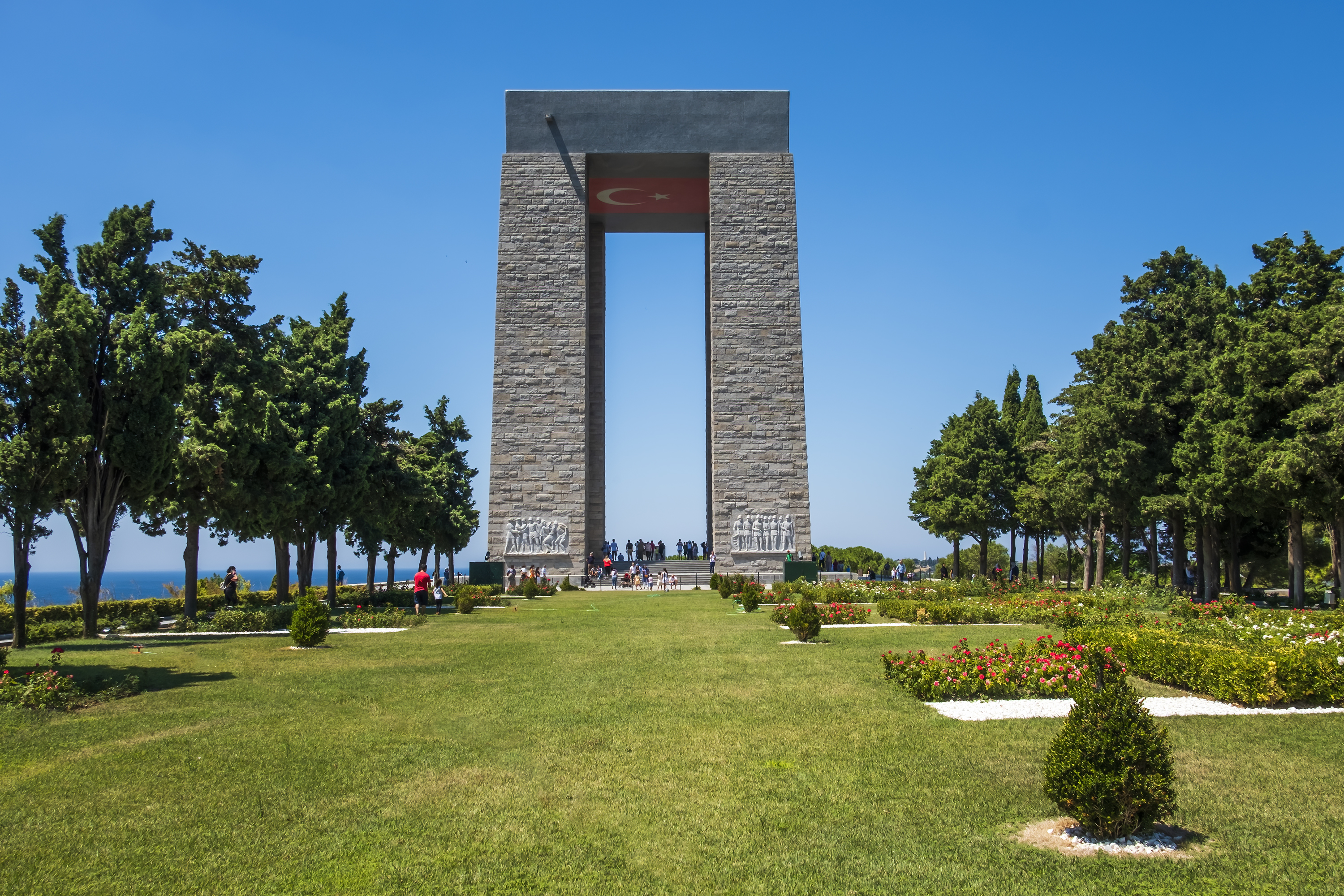
Memorial de los Mártires de Çanakkale (Gallipoli)
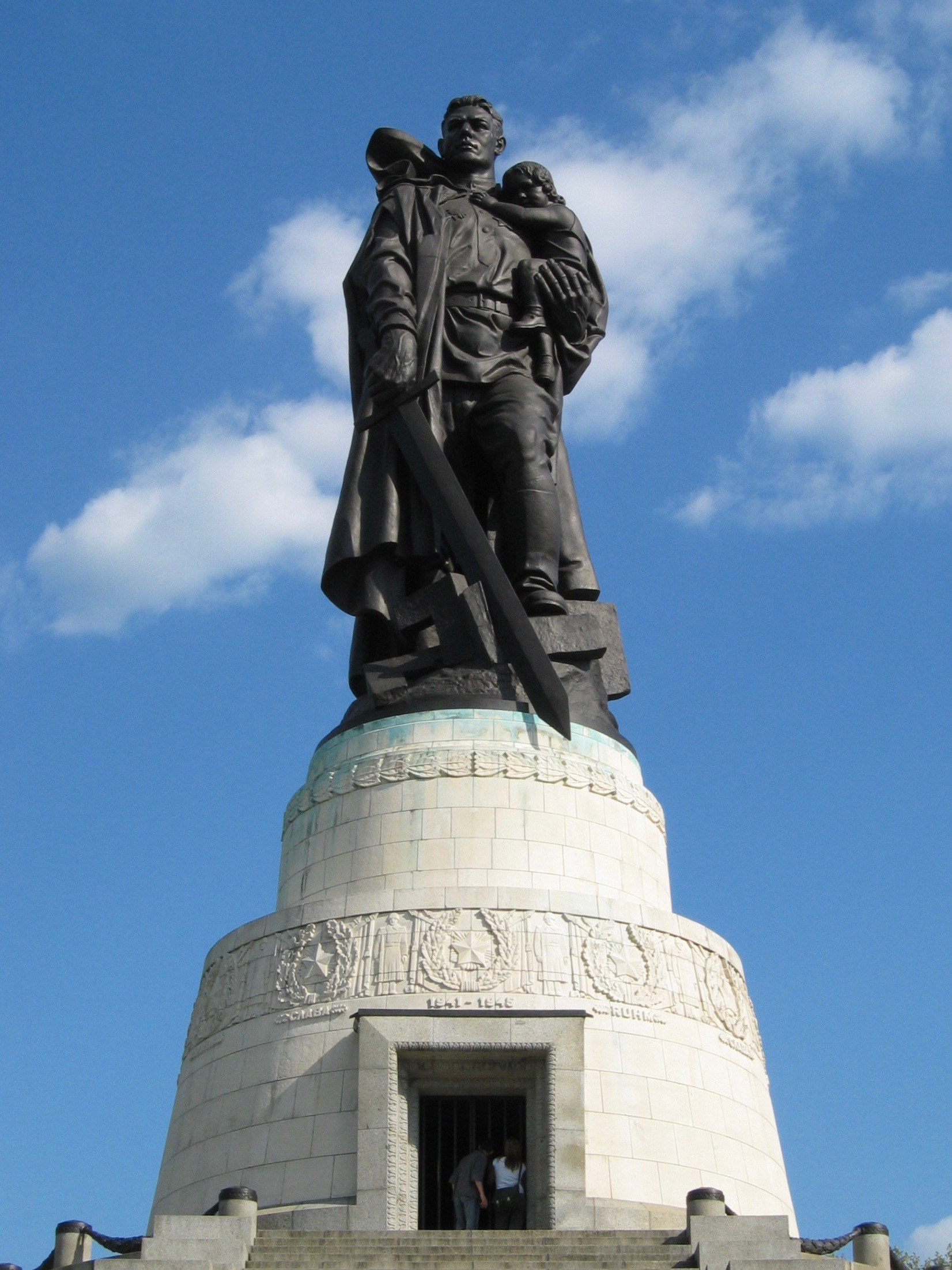
Parte central del Monumento de Guerra Soviético (Treptower Park) en Berlín.
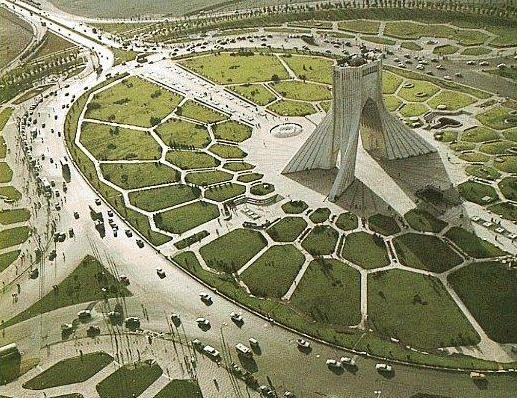
Torre Azadi en Teherán.